# Henrique VIII de Inglaterra
Henrique VIII (28 de junho de 1491 – 28 de janeiro de 1547) foi Rei da Inglaterra e da Irlanda de 1509 até sua morte em 1547, mais conhecido por seus seis casamentos e por seus esforços para anular seu primeiro casamento (com Catarina de Aragão). O seu desacordo com o Papa Clemente VII sobre tal anulação levou Henrique a iniciar a Reforma Inglesa, separando a Igreja da Inglaterra da autoridade papal. Ele se nomeou Chefe Supremo da Igreja da Inglaterra e dissolveu conventos e mosteiros, pelo que foi excomungado pelo papa.
Henrique é conhecido como o fundador da Igreja Anglicana. As suas lutas contra Roma conduziram à recusa da autoridade papal da igreja inglesa, à Dissolução dos Mosteiros e à sua autoproclamação como Chefe Supremo da Igreja de Inglaterra. Ainda assim, continuou a acreditar nos principais ensinamentos católicos mesmo após sua excomunhão. Henrique realizou a união legal da Inglaterra e Gales e os Atos das Leis em Gales de 1535 e 1542.
Em 1513, Henrique invadiu a França com um exército numeroso e bem equipado em aliança com Maximiliano I do Sacro Império Romano-Germânico. Porém, apesar do enorme custo financeiro esta operação foi um fracasso. Por outro lado, Maximiliano usou a invasão inglesa para seu próprio benefício, prejudicando a capacidade da Inglaterra de derrotar os franceses. Esse incidente marcou o início de uma obsessão de Henrique, que invadiu o país novamente em 1544. Desta vez, suas forças capturaram a importante cidade de Bolonha do Mar, porém o imperador Carlos V apoiou Henrique até onde julgava necessário e a Inglaterra, esgotada pelos custos da guerra, entregou a cidade de volta após pagamento de resgate.
Os seus contemporâneos, durante seu auge, consideraram-no atraente e cultivado, tendo sido já descrito como "um dos mais carismáticos reis a ocupar o trono de Inglaterra". Além de reinar com autoridade, Henrique também escrevia e compunha. O seu desejo de ter um herdeiro varão – para consolidar a dinastia Tudor na frágil paz que se seguiu à Guerra das Rosas – levou aos dois mais memoráveis aspectos do seu reinado: os seus seis casamentos e a Reforma Inglesa. Ele tornou-se obeso mórbido e com saúde fraca, o que contribuiu para sua morte em 1547. Ele é frequentemente caracterizado ao final de sua vida como concupiscente, egoísta, severo e inseguro. Henrique VIII foi sucedido por seu filho Eduardo VI, fruto de seu casamento com Joana Seymour.

## Biografia

### Início de vida
|                             |  |                               |
| Escudo como Duque de Iorque |  | Brasão como Príncipe de Gales |

Henrique nasceu no Palácio de Placentia, terceiro filho de Henrique VII e Isabel de Iorque. Dos seus seis irmãos, apenas três – Artur, Margarida e Maria – sobreviveram à infância. Foi batizado por Ricardo Foxe, Bispo de Exeter, numa igreja franciscana próxima do palácio. Em 1493, aos dois anos de idade, Henrique foi nomeado Condestável do Castelo de Dover e Lorde Guardião dos Cinco Portos. Ele depois foi nomeado Conde Marechal da Inglaterra e Lorde-Tenente da Irlanda com três anos, entrando para a Ordem do Banho em seguida. No dia da cerimônia ele foi criado Duque de Iorque e um mês depois Lorde Guardião das Marchas Escocesas. Em maio de 1495, Henrique foi nomeado para a Ordem da Jarreteira. Ele recebeu uma educação de primeira qualidade de grandes tutores, tornando-se fluente em latim e francês, além de saber um pouco de italiano. Com exceção de alguns fatos isolados, o começo de sua vida está mal documentado já que não era esperado que se tornasse rei. Em novembro de 1501, participou nas cerimônias do casamento de seu irmão Artur com Catarina de Aragão, filha mais nova de Fernando II de Aragão e Isabel I de Castela.

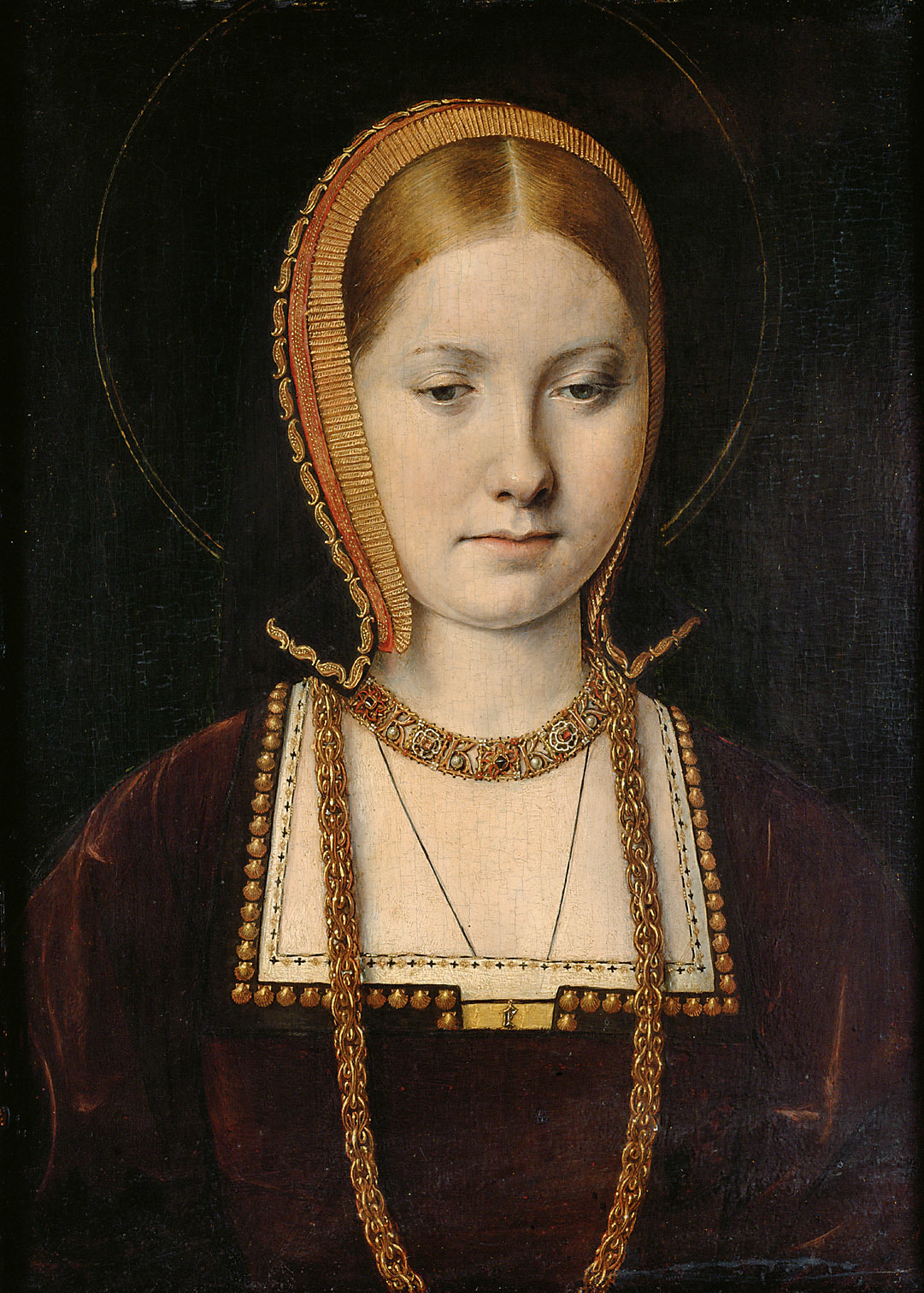
Catarina de Aragão, c. 1502.

Em 1502, Artur morreu aos 15 anos, vinte semanas depois de se casar com Catarina. A morte de Artur transferiu para Henrique, que tinha então dez anos, as suas honrarias e responsabilidades do seu irmão: em outubro do mesmo ano foi feito Duque da Cornualha e novo Príncipe de Gales e Conde de Chester em fevereiro de 1504. Henrique VII deu-lhe poucas responsabilidades. Vigiado com todo o rigor, o príncipe raramente aparecia em público. Como resultado, Henrique viria a subir ao trono "sem treino na exigente arte de reinar".
Nos seus esforços para celebrar uma aliança com a Espanha, Henrique VII propôs que Henrique se casasse com a viúva Catarina, uma ideia que agradava aos pais e que surgiu pouco depois da morte de Artur. Em 23 de junho de 1503, um tratado foi assinado para o casamento dos dois e eles foram prometidos dois dias depois. Uma dispensa papal era necessária apenas para o "impedimento de honestidade pública" se o casamento com Artur não tivesse sido consumado como Catarina afirmava, porém Henrique VII e o embaixador espanhol queriam conseguir a dispensa por "afinidade", que levava em conta a possibilidade de consumação. Por Henrique ter apenas onze anos, os dois não podiam viver juntos. A morte de Isabel em 1504 e os problemas da sucessão em Castela complicaram as coisas. Fernando II preferia que a filha permanecesse na Inglaterra, porém suas relações com Henrique VII pioraram. Dessa forma Catarina permaneceu no limbo por algum tempo, culminando com o príncipe Henrique rejeitando o casamento aos quatorze anos. A solução de Fernando II foi fazer de sua filha uma embaixadora, permitindo que ela ficasse na Inglaterra indeterminadamente. Muito devota, ela passou a acreditar que era a vontade de Deus que se casasse com Henrique mesmo ele sendo contra isso.

### Início de reinado

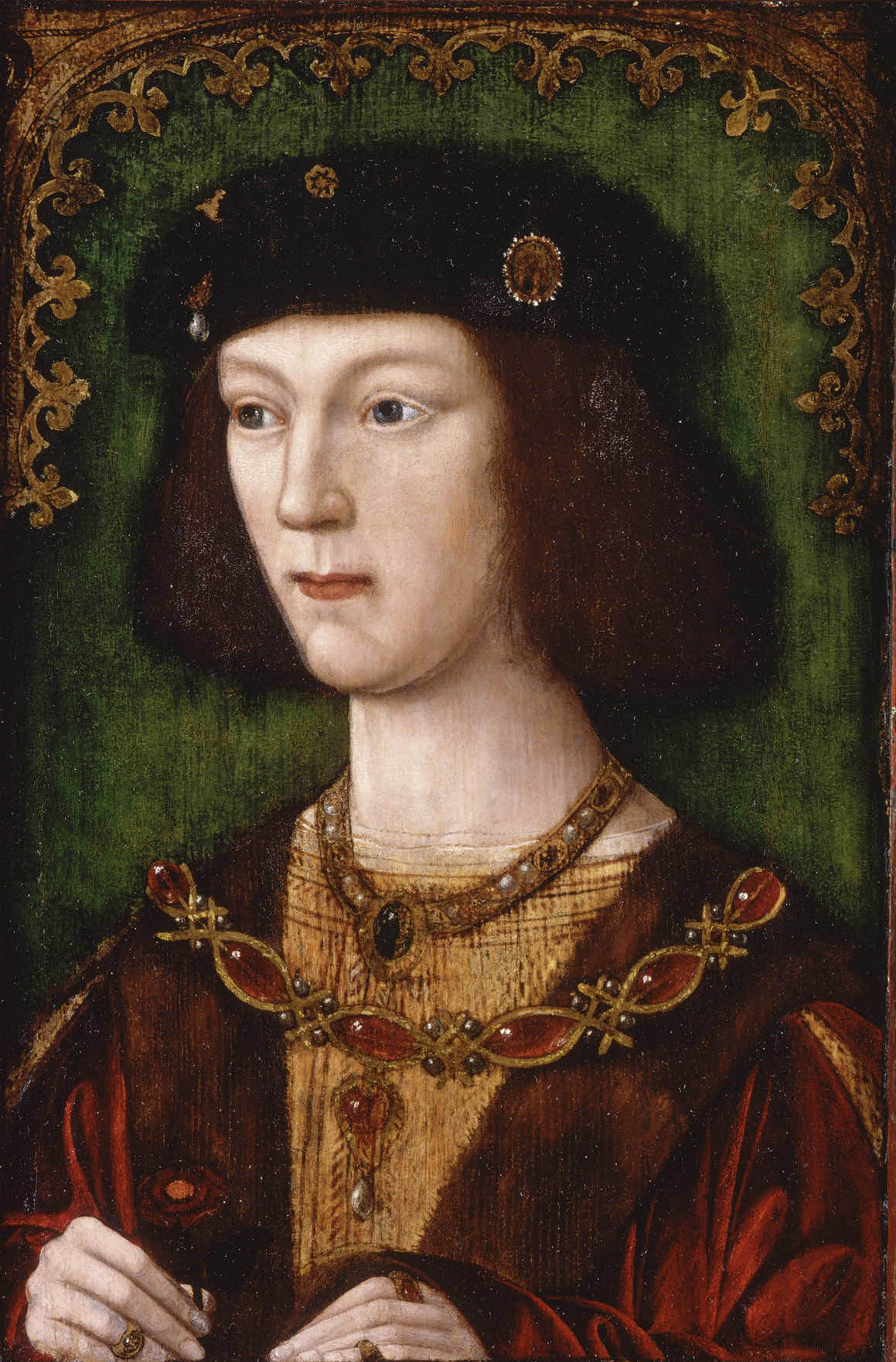
Henrique em 1509

Henrique VII morreu em 21 de abril de 1509 e o jovem príncipe ascendeu ao trono como Henrique VIII. Logo após o enterro do pai em 10 de maio, o novo rei repentinamente declarou que se casaria com Catarina, deixando questões não resolvidas sobre a dispensa papal e uma parte faltante na porção do casamento. Henrique afirmou que era o último desejo de seu pai seu casamento com Catarina. Sendo isso verdade ou não, era certamente conveniente. Maximiliano I do Sacro Império Romano-Germânico estava tentando casar sua neta Leonor da Áustria (sobrinha de Catarina) com Henrique. Seu casamento com Catarina foi discreto e foi realizado em Placentia. Em 23 de junho de 1509, Henrique levou a esposa da Torre de Londres até a Abadia de Westminster para sua coroação, que aconteceu no dia seguinte. O evento foi grandioso: a passagem do rei foi forrada com tapeçarias de fino tecido. Depois da cerimônia, houve um grande banquete no Palácio de Westminster. Como Catarina escreveu ao pai, "nosso tempo é gasto em contínuas festas".
Dois dias depois da coroação, Henrique prendeu dois dos mais impopulares ministros de seu pai: sir Ricardo Empson e Edmundo Dudley. Eles foram acusados de traição e executados em 1510. O historiador Ian Crofton diz que tais execuções se tornariam a principal tática de Henrique para lidar com opositores; as duas execuções certamente não foram as primeiras. Ele também deu ao povo parte do dinheiro supostamente extorquido pelos ministros. Em contraste, sua visão da Casa de Iorque – potencial reivindicante ao trono – era mais moderada. Muitos daqueles que foram presos por Henrique VII foram perdoados. Outros (mais notavelmente Edmundo de la Pole) permaneceram sem reconciliação; de la Pole acabou sendo decapitado em 1513, uma execução causada por seu irmão Ricardo alinhando-se contra o rei.
Pouco tempo depois Catarina engravidou, porém a criança foi uma menina que nasceu e morreu no dia 31 de janeiro de 1510. Quatro meses depois a rainha estava grávida novamente. No dia de ano novo de 1511, a criança – Henrique – nasceu. Depois da dor de terem perdido a primeira, o casal ficou feliz de terem um menino e houve festividades para celebração, incluindo um torneio de justas. Entretanto, o menino morreu sete semanas depois. Foi revelado em 1510 que o rei estava tendo um caso com uma das irmãs de Eduardo Stafford, 3.º Duque de Buckingham, Isabel ou Ana Hastings, Condessa de Huntingdon. Catarina teve um aborto em 1514, porém deu à luz Maria em fevereiro de 1516. As relações entre o casal haviam sido tensas, porém melhoraram após o nascimento da menina e há poucos indícios que sugerem que o casamento não era "excepcionalmente bom" na época.
Começando em 1516, a mais importante amante de Henrique por três anos foi Isabel Blount. Ela é uma das duas únicas amantes completamente incontestáveis, poucas para um rei jovem e viril. Exatamente quantas ele teve não é certo: David Loades acredita que Henrique teve amantes "apenas de forma muito limitada", enquanto Alison Weir acredita que houve vários casos. Catarina não protestava, engravidando novamente em 1518 com outra menina natimorta. Blount deu à luz em junho de 1519 a Henrique FitzRoy, filho ilegítimo do rei. O menino foi feito Duque de Richmond em junho de 1525 em um ato que foi visto como o primeiro passo rumo sua legitimação. FitzRoy se casou em 1533 com Maria Howard, porém morreu sem filhos três anos depois. Na época de sua morte, o parlamento tinha aprovado o Segundo Decreto de Sucessão, que poderia permitir que ele se tornasse rei.

### França e os Habsburgos

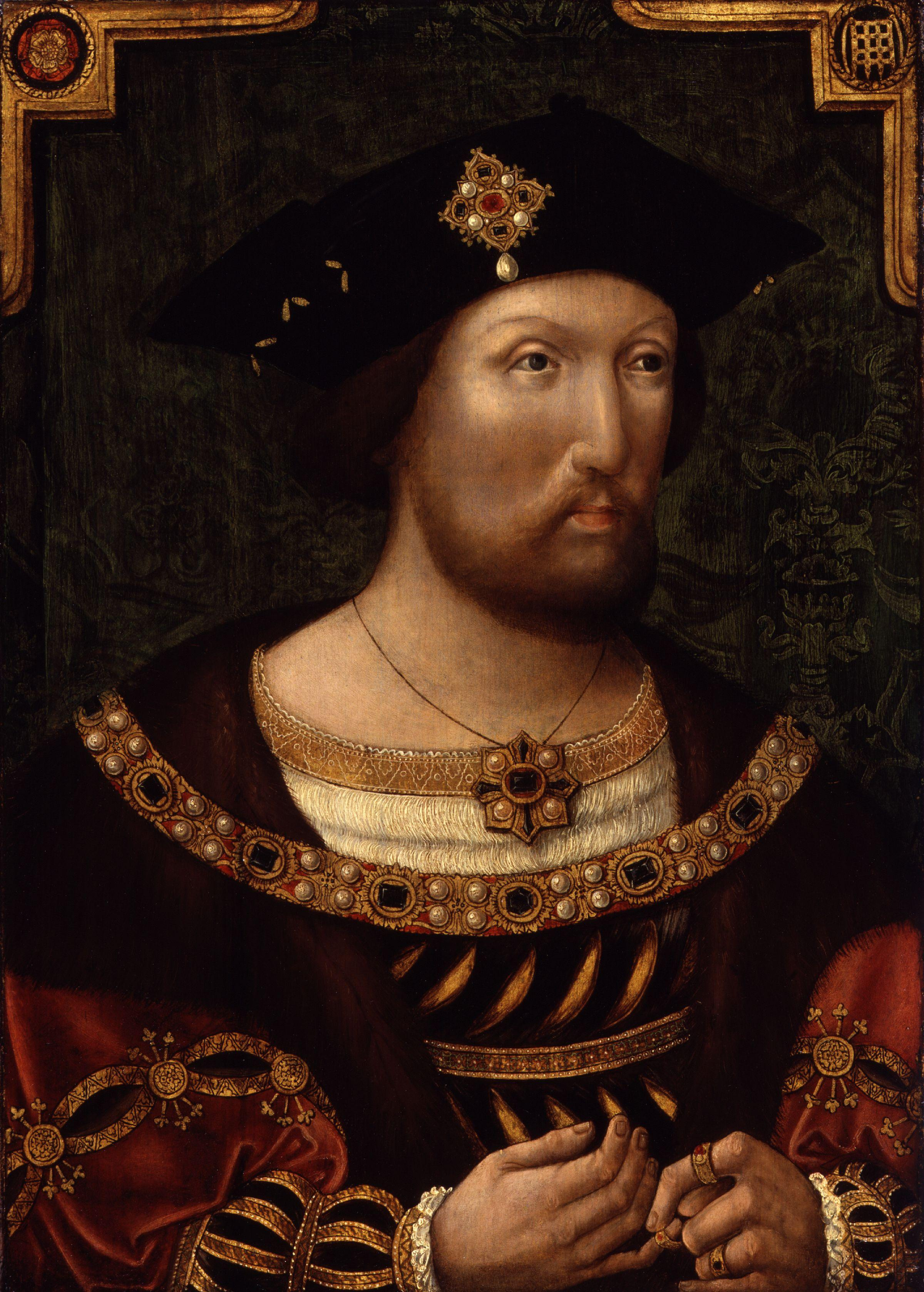
Henrique c. 1520

Em 1510, com uma frágil aliança com o Sacro Império Romano-Germânico na Liga de Cambrai, a França estava vencendo uma guerra contra Veneza. Henrique renovou a aliança de seu pai com Luís XII da França, uma questão que dividiu seu conselho. Certamente uma guerra contra o poder combinado das duas potências seria extremamente difícil. Pouco tempo depois, ele assinou um pacto contraditório com Fernando contra a França. O problema foi resolvido em outubro de 1511 com a criação da antifrancesa Liga Santa pelo Papa Júlio II, levando Luís a entrar em conflito com Fernando. Henrique colocou a Inglaterra na Liga Santa pouco depois, com um ataque inicial conjunto anglo-espanhol a Aquitânia planejado para a primavera. Parecia que os sonhos de Henrique começariam a se tornar realidade e ele governaria a França. A declaração formal de guerra ocorreu em abril, porém o rei não liderou pessoalmente o ataque. A ação foi um grande fracasso; Fernando a usou para alcançar seus próprios objetivos, prejudicando a aliança anglo-espanhola. Mesmo assim, os franceses rapidamente foram expulsos da Itália e a aliança ressurgiu, com os dois lados querendo outras vitórias. Henrique então realizou um golpe diplomático ao convencer o imperador a entrar na Liga Santa. Extraordinariamente, Henrique também garantiu a promessa do título de "Rei Cristianíssimo" e uma possível coroação pelo papa em Paris se Luís fosse derrotado.
Henrique invadiu a França em 30 de junho de 1513 e suas tropas venceram a Batalha de Guinegate – uma vitória com pouco significado mas que os ingleses aproveitaram para ampla propaganda. Liderada pessoalmente por Henrique, a hoste inglesa tomou Thérouanne, que entregaram a Maximiliano, e depois Tournai. A sua ausência do país induziu seu cunhado Jaime IV da Escócia a invadir a Inglaterra aliado de Luís XII. Comandado pela rainha Catarina, o exército inglês derrotou os escoceses na Batalha de Flodden em 9 de setembro de 1513 na qual caiu o próprio rei Jaime e com ele a intervenção escocesa. Essas campanhas deram a Henrique o gosto do sucesso militar que tanto desejava. Porém, apesar de indícios que iria prosseguir com uma campanha no ano seguinte, o rei decidiu não realizar o movimento. Ele estava apoiando Fernando e Maximiliano financeiramente, porém pouco recebeu em troca; os cofres ingleses estavam vazios. Com a morte de Júlio II e a eleição de Leão X, que estava inclinado a negociar a paz com a França, Henrique assinou seu próprio tratado com Luís: sua irmã Maria se tornaria a esposa do rei francês, tendo sido anteriormente prometida a Carlos da Áustria, e a paz seguiu-se por oito anos.

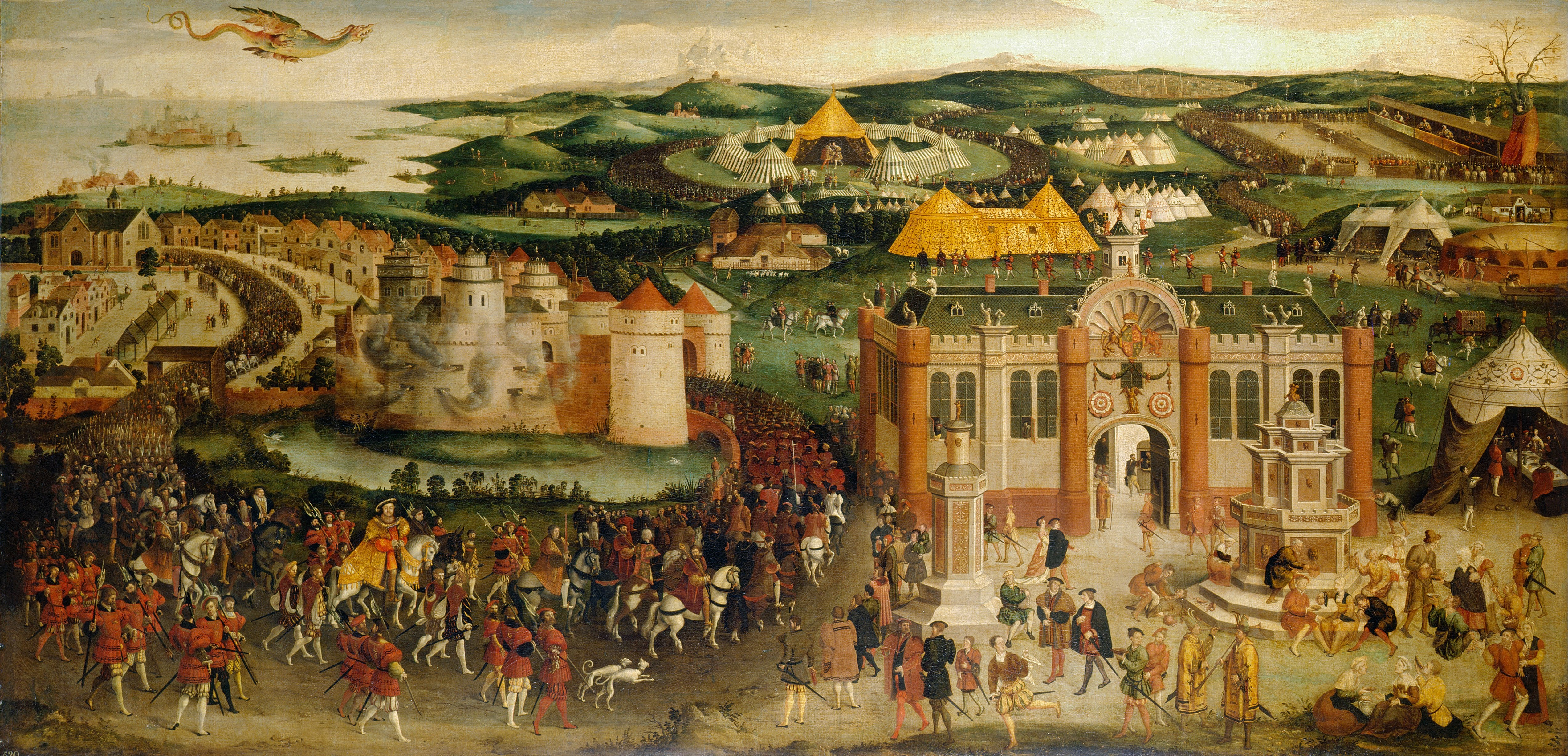
O encontro de Francisco I e Henrique VIII no Campo do Pano de Ouro em 1520

Carlos da Áustria ascendeu aos tronos espanhol e imperial após a morte de seus avôs, Fernando e Maximiliano, em 1516 e 1519 respectivamente; Francisco I tornou-se rei da França depois da morte de Luís. A cuidadosa diplomacia do cardeal Tomás Wolsey resultou no Tratado de Londres em 1518, que tinha a intenção de unir os reinos do oeste europeu contra a nova ameaça otomana; a paz parecia ter sido assegurada. Henrique se encontrou com Francisco em 7 de junho de 1520 no Campo do Pano de Ouro perto de Calais para uma quinzena de luxuosos entretenimentos. Os dois esperavam relações amistosas ao invés de guerras na década seguinte. O grande ar de competitividade acabou com as esperanças de renovação para o Tratado de Londres, com o conflito sendo inevitável. Henrique tinha mais em comum com Carlos V. O Sacro Império Romano-Germânico foi para uma guerra contra a França em 1521; Henrique se ofereceu para ser o mediador, porém pouco foi alcançado e ele alinhou a Inglaterra com Carlos no final do ano. Ele ainda queria restaurar as terras inglesas na França, porém também queria garantir uma aliança com Borgonha e continuar a ter o apoio imperial. Um pequeno ataque inglês no norte francês alcançou pouco. Carlos V derrotou e capturou Francisco I em Pavia, podendo ditar a paz; sem dar satisfação a Henrique VIII. O rei inglês decidiu tirar seu reino da guerra antes de seu aliado, assinando o Tratado de More em 30 de agosto de 1525.

### Divórcio de Catarina de Aragão

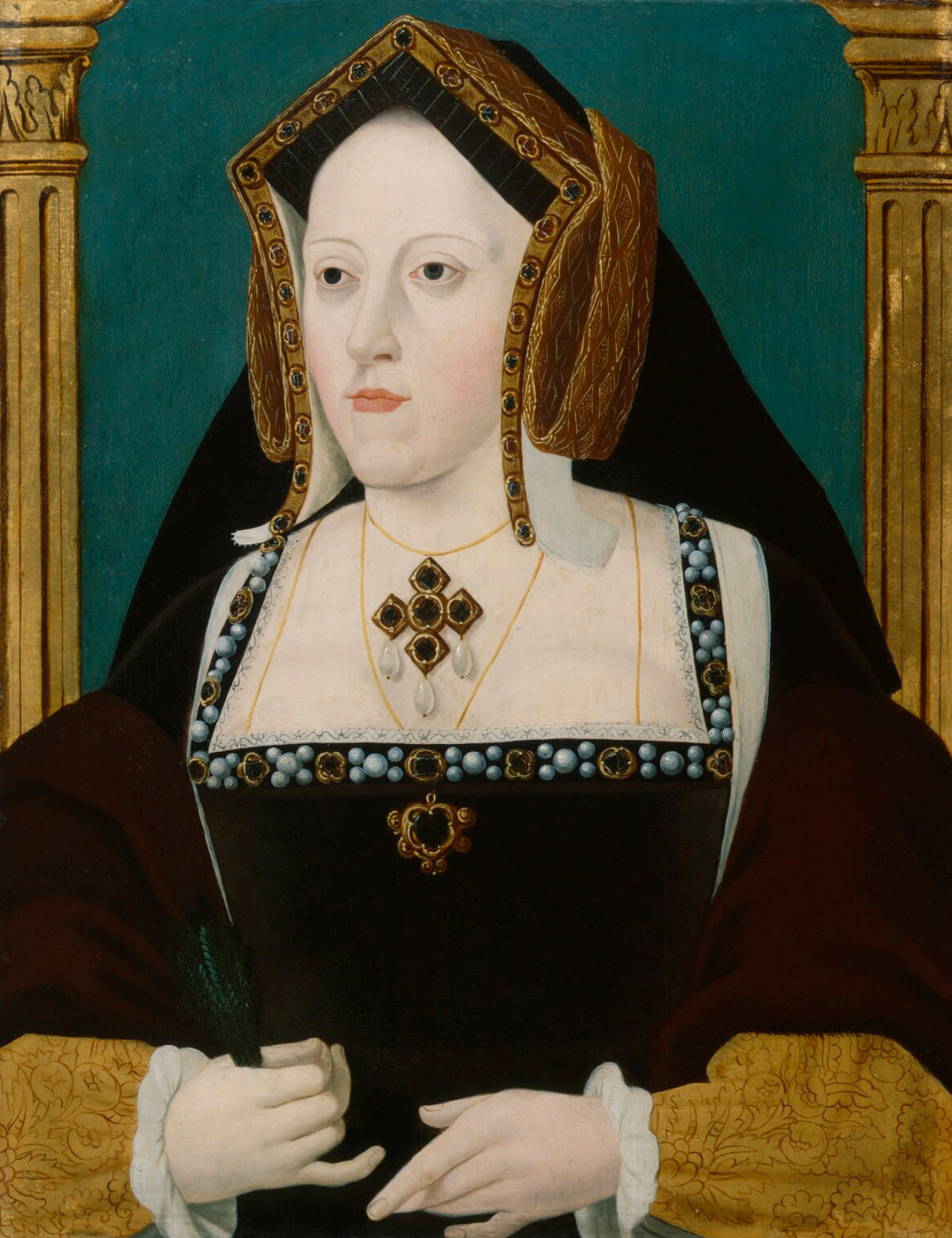
Catarina de Aragão, c. 1525

Nessa época, Henrique teve um caso com Maria Bolena, dama de companhia de Catarina. Há especulações que Maria teve dois filhos de Henrique, Catarina e Henrique Carey, porém isso nunca foi provado e o rei nunca os reconheceu como havia feito com Henrique FitzRoy. Em 1525, enquanto ficava cada vez mais impaciente com a incapacidade de Catarina de gerar o herdeiro homem que tanto desejava, ele ficou enamorado com a irmã de Maria, Ana Bolena, então uma jovem carismática na comitiva da rainha. Porém, Ana resistiu as tentativas de sedução e se recusou a se tornar uma amante como a irmã. Foi nesse contexto que Henrique considerou suas três opções para conseguir seu sucessor e assim resolver aquilo que a corte passou a descrever como sua "grande questão". As opções eram legitimizar Henrique FitzRoy, que necessitaria da intervenção do papa e estaria aberto a contestações; casar Maria o mais rápido possível e esperar que um neto herdasse a coroa diretamente, porém ela era uma criança e era improvável que ficasse grávida antes da morte do rei; ou divorciar-se de Catarina de alguma forma e se casar com alguém na idade de ter filhos. Provavelmente vendo a possibilidade de se casar com Ana, a terceira alternativa foi a mais atrativa. Assim o anulamento do casamento com Catarina se tornou o maior desejo do rei.

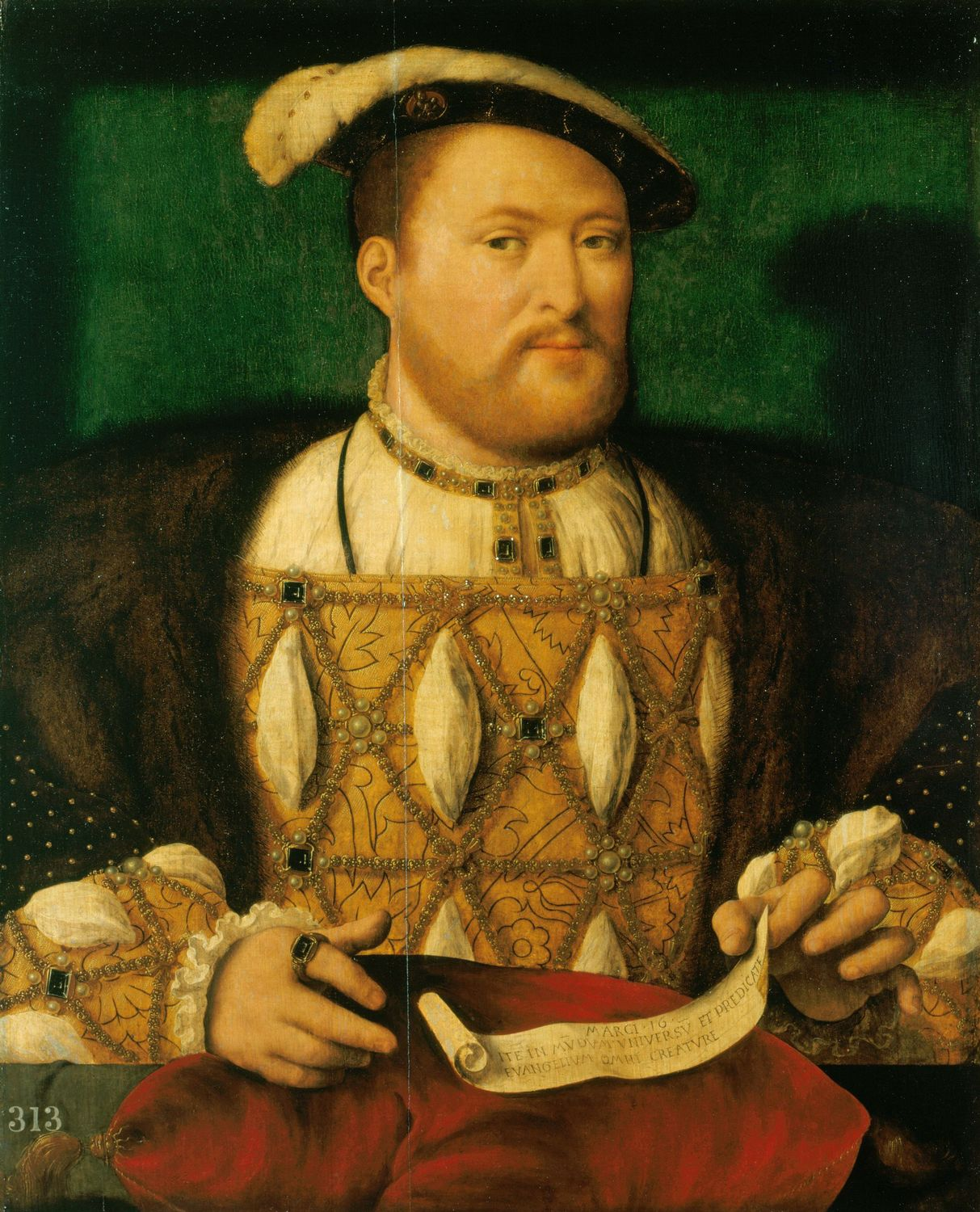
Henrique, c. 1531

As reais motivações e intenções de Henrique sobre os anos seguintes não são totalmente claras. Ele mesmo, pelo menos no início de seu reinado, era um católico devoto e bem-informado a ponto de publicar em 1521 a dissertação Assertio Septem Sacramentorum, ganhando o título de Fidei Defensor ("Defensor da Fé") do Papa Leão X. O trabalho representava uma ferrenha defesa da supremacia papal, embora redigida em termos um tanto contingente. Não está claro quando Henrique mudou seu ponto de vista sobre a questão enquanto cresciam suas intenções para um segundo casamento. Certamente, por volta de 1527, ele se convenceu que havia quebrado o Levítico 20:21 ao se casar com a viúva de seu irmão, uma autoridade que o papa nunca teve (na visão do rei) para dispensar. Foi esse argumento que Henrique levou até o Papa Clemente VII na esperança de ter seu casamento com Catarina anulado, renunciando uma linha de ataque menos abertamente desafiadora. Ao ir a público, toda esperança de Catarina se retirar para um convento e ficar quieta foi perdida. O rei enviou Guilherme Knight, seu secretário, para apelar diretamente na Santa Sé por meio de um projeto aparentemente redigido por bula papal. Knight não foi bem-sucedido; o papa não podia ser enganado tão facilmente.
Outras missões concentravam-se em organizar uma corte eclesiástica na Inglaterra com um representante de Clemente VII. Apesar do papa concordar com a criação de tal corte, ele nunca teve a intenção de capacitar seu legado Lorenzo Campeggio em decidir a favor de Henrique. Esse viés talvez tenha sido uma pressão de Carlos V, sobrinho de Catarina, apesar de não ser claro quanto isso influenciou Clemente e Campeggio. Depois de menos de dois meses de audiências, Clemente chamou o caso de volta para Roma em julho de 1529, ficando claro que nunca mais reemergiria. Perdida a possibilidade de divórcio e o lugar da Inglaterra na Europa, Wolsey recebeu a culpa; foi acusado de praemunire em outubro do mesmo ano, com sua queda sendo "súbita e total". Ele brevemente se reconciliou com o rei (e oficialmente perdoado) na primeira metade de 1530, porém foi acusado novamente em novembro, desta vez por traição, mas morreu esperando julgamento. Depois de um curto período em que Henrique assumiu o governo pessoalmente, sir Tomás More foi nomeado Lorde Chanceler e principal ministro do rei. More, inteligente e capacitado, porém católico devoto e oponente do divórcio, inicialmente cooperou com a nova política de Henrique, denunciando Wolsey ao parlamento.
Catarina foi banida da corte um ano depois, com seus aposentos sendo entregues a Ana. Ela era uma mulher extraordinariamente educada e intelectual para o seu tempo, fortemente absorvendo e envolvendo-se com as ideias reformistas, apesar do quanto a própria era uma protestante comprometida ainda ser muito debatido. Quando Guilherme Warham, o Arcebispo da Cantuária, morreu, a influência de Ana e a necessidade de encontrar um apoiador de confiança no divórcio fez Tomás Cranmer ser nomeado para o cargo. Isso foi aprovado pelo papa, desconhecedor dos crescentes planos de Henrique para a igreja.

### Casamento com Ana Bolena

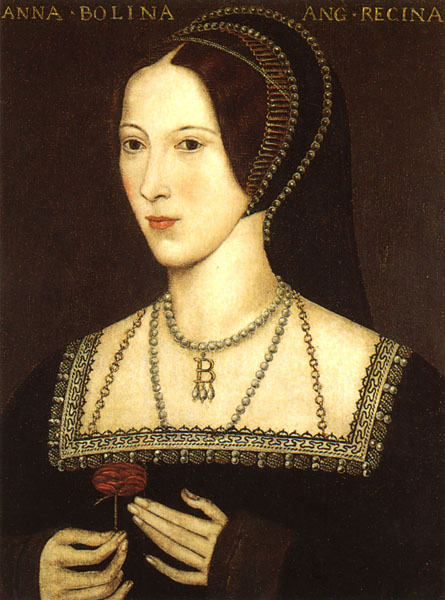
Ana Bolena, c. 1534

No inverno de 1532, Henrique se encontrou com Francisco I em Calais e pediu seu apoio para o novo casamento. Imediatamente depois de voltar para Dover, Henrique e Ana se casaram secretamente. Ela logo engravidou e houve um segundo casamento em Londres no dia 25 de janeiro de 1533. Em 23 de maio, Cranmer, julgando em uma corte especial reunida no Priorado de Dunstable para decidir sobre a validade do casamento do rei com Catarina de Aragão, declarou a união nula e sem efeito. Cinco dias depois ele declarou que o casamento de Henrique e Ana era válido. Catarina foi despojada de seus títulos de rainha, tornando-se "princesa viúva" como esposa de Artur. Ana foi coroada rainha consorte em 1 de junho de 1533. Ela deu à luz uma filha um pouco prematura em 7 de setembro do mesmo ano. A criança foi batizada de Isabel, em homenagem à mãe de Henrique, Isabel de Iorque.
Houve um período de consolidação após o casamento na forma de uma série de estatutos do Parlamento da Reforma que procuravam encontrar soluções para problemas específicos, ao mesmo tempo que protegiam as novas reformas de objeção, convenciam o povo de sua legitimidade e expunham e lidavam com opositores. Apesar do direito canônico ter sido cuidado por Cranmer e outros, os decretos foram lidados por Tomás Cromwell, Tomás Audley e Tomás Howard, 3.º Duque de Norfolk, além do próprio Henrique. Após o decretos, More renunciou ao cargo de Lorde Chanceler, deixando Cromwell como o principal ministro do rei. Com o Decreto de Sucessão de 1533, Maria, filha de Catarina, foi declarada ilegítima, o casamento de Henrique com Ana foi legitimado e os seus descendentes foram colocados como os próximos na linha de sucessão. Com o Decreto de Supremacia, o parlamento reconheceu o rei como o chefe da Igreja da Inglaterra, enquanto que o Estatuto em Restrição de Recursos aboliu o direito de apelação a Roma. Foi apenas nesse momento que Clemente excomungou Henrique e Cranmer, apesar disso ter sido oficializado apenas algum tempo depois.
O rei e a rainha não ficaram satisfeitos com a vida de casados. O casal tinha períodos de calma e afeição, porém Ana se recusava interpretar o papel submisso que lhe era esperado. A vivacidade e intelecto opinativo que a fizeram tão atraente como um amor ilícito também a deixaram muito independente para o papel principalmente cerimonial de consorte, dado ainda que Henrique esperava obediência absoluta daqueles com quem interagia em capacidade oficial na corte. Ela criou muitos inimigos. Por sua vez, o rei não gostava da irritabilidade constante e temperamento violento da esposa. Depois de uma falsa gravidez ou aborto em 1534, Henrique considerou sua falha em lhe dar um herdeiro homem como uma traição. No Natal de 1534, ele já estava discutindo com Cranmer e Cromwell as chances de deixar Ana sem precisar voltar para Catarina. Acreditava-se que Henrique teve com caso com Margarida Sheldon em 1535, porém a historiadora Antonia Fraser afirma que o caso foi com a irmã Maria Sheldon.
As oposições contra suas políticas religiosas foram rapidamente suprimidas na Inglaterra. Vários monges dissidentes, incluindo os primeiros Mártires Cartuxos, foram executados ou levados ao pelourinho. Os opositores mais proeminentes incluíam João Fisher, Bispo de Rochester, e sir Tomás More, ambos tendo recusado prestar juramento de lealdade ao rei. Tanto Henrique quanto Cromwell não queriam que os homens fossem executados; ao invés disso, eles esperavam que os dois mudassem de opinião e se salvassem. Fisher abertamente rejeitou Henrique como o chefe supremo da igreja, porém More teve mais cuidado para evitar o Decreto de Traição, que (diferentemente de outros decretos) não proibia o silêncio. Entretanto, ambos foram subsequentemente condenados por alta traição – More apenas com a evidência de uma conversa com Ricardo Rich, o procurador-geral. Os dois foram executados no verão de 1535.
Essas supressões, junto com o Decreto dos Mosteiros Menores de 1536, contribuíram para a resistência geral às reformas de Henrique, mais notavelmente a Peregrinação da Graça, um grande levante no norte da Inglaterra em outubro de 1536. Por volta de vinte a quarenta mil rebeldes foram liderados por Roberto Aske, junto com parte da nobreza local. O rei prometeu perdão total e agradecimento aos rebeldes por levantarem as questões até sua atenção. Aske disse aos rebeldes que eles haviam sido bem-sucedidos e que poderiam dispersar e voltar para casa. Henrique via todos como traidores e não se sentia obrigado a seguir suas promessas; por isso, quando mais violências estouraram após a oferta de perdão, ele foi rápido para quebrar sua clemência. Os líderes, incluindo Aske, foram presos e executados por traição. Por volta de duzentos rebeldes foram executados, com as perturbações terminando.

### Execução de Ana Bolena

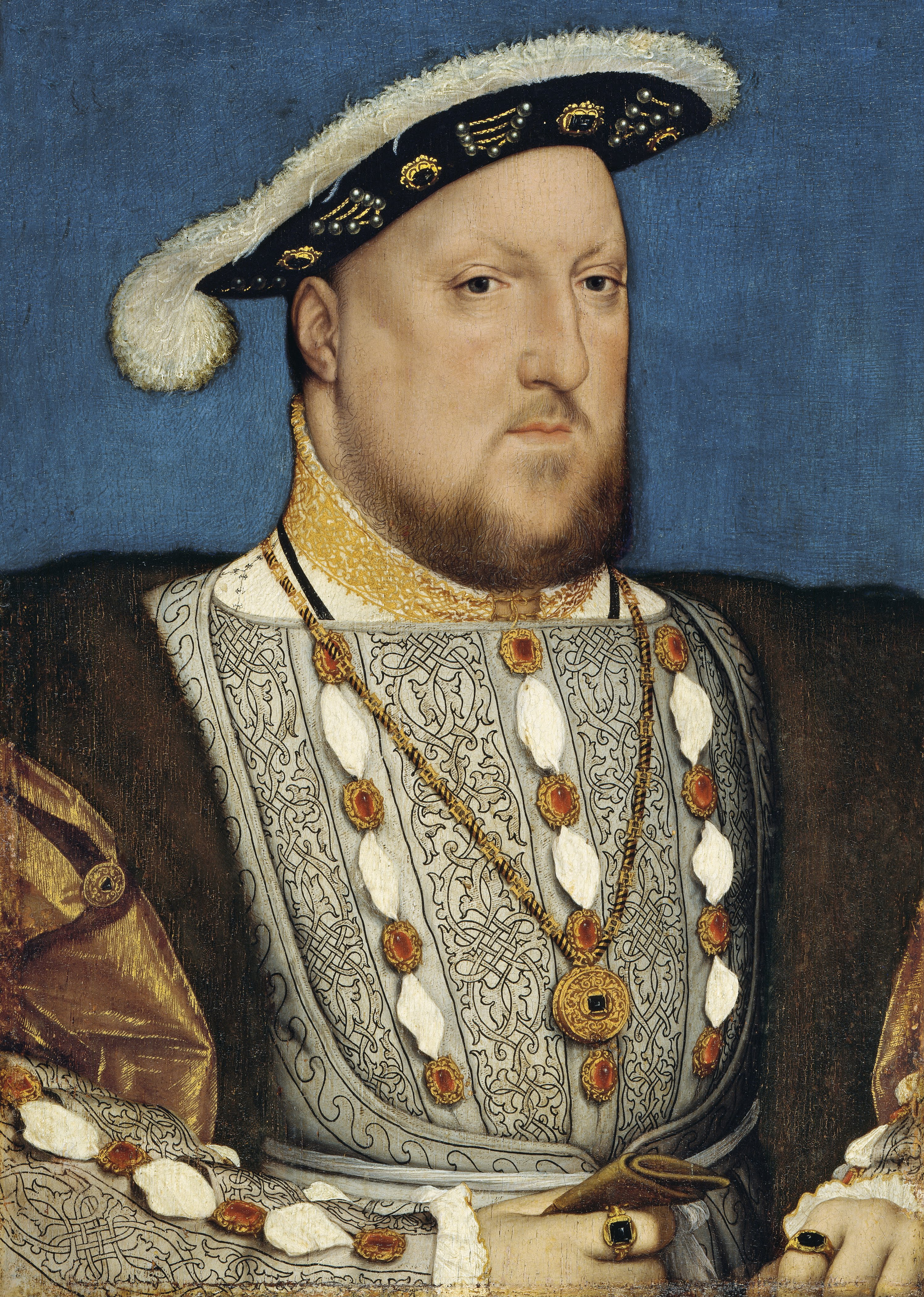
Henrique, c. 1537

As notícias de que Catarina de Aragão havia morrido chegaram ao rei e à rainha em 8 de janeiro de 1536. Henrique convocou demonstrações públicas de alegria. Ana estava grávida novamente e sabia das consequências se não conseguisse dar à luz um menino. Mais tarde no mesmo mês, janeiro, o rei caiu de um cavalo em um torneio de justas e foi seriamente ferido, parecendo por um tempo que sua vida estava em perigo. Quando as notícias do acidente chegaram até Ana, ela entrou em choque e abortou um menino de quinze semanas, exatamente no dia do funeral de Catarina, em 29 de janeiro. Para a maioria dos observadores, essa perda pessoal foi o começo do fim do casamento. Dado o desejo desesperado do rei por um herdeiro homem, a sequência de gravidezes de Ana atraiu muito interesse. O escritor Mike Ashley especulou que Ana teve dois natimortos após o nascimento de Isabel e antes do aborto do menino em 1536. A maioria das fontes falam apenas do nascimento de Isabel em setembro de 1533, um possível aborto no verão de 1534 e o aborto do menino, após quase quatro meses de gestação, em janeiro de 1536.
Apesar de a família Bolena ainda possuir posições importantes no Conselho Privado, Ana tinha muitos inimigos como Carlos Brandon, 1.º Duque de Suffolk. Até seu próprio tio, Tomás Howard, veio a ressentir-se de sua atitude no poder. Os Bolena preferiam Francisco I como potencial aliado ao invés de Carlos V, com o favor do rei pendendo para o segundo (parcialmente por causa de Cromwell), prejudicando a influência da família. Também eram contra Ana os apoiadores de uma reconciliação com a princesa Maria (entre os quais os antigos apoiadores de Catarina), que já tinha chegado na maturidade. Um segundo divórcio era agora uma possibilidade real, apesar de acreditar-se que foi a influência antiBolena de Cromwell que levou os oponentes a procurarem um modo de fazê-la ser executada.
A queda de Ana ocorreu pouco depois de ela ter se recuperado de seu último aborto. Ainda é debatido entre os historiadores se isso ocorreu primariamente por causa das alegações de conspiração, adultério ou bruxaria. Os primeiros sinais de um desfavorecimento incluíam a nova amante do rei, Joana Seymour, sendo colocada em novos aposentos, e Jorge Bolena, irmão de Ana, sendo recusado como membro da Ordem da Jarreteira, com seu lugar sendo entregue a sir Nicolau Carew. Entre 30 de abril e 2 de maio, cinco homens, incluindo Jorge Bolena, foram presos pelas acusações de adultério e por terem tido relações sexuais com a rainha. Ana também foi presa, acusada de adultério e incesto. Apesar das evidências serem pouco convincentes, os acusados foram condenados e sentenciados à morte. Jorge Bolena e os outros homens foram executados em 17 de maio. Ana foi executada na Torre Verde da Torre de Londres às 9 horas do dia 19 de maio de 1536.

### Joana Seymour e questões políticas
Um dia depois da execução de Ana, Henrique ficou noivo de Joana Seymour, que tinha sido uma das damas de companhia da antiga rainha. Eles se casaram dez dias depois. Joana deu à luz em 12 de outubro de 1537 um filho, o príncipe Eduardo. O parto foi difícil e ela morreu em 24 de outubro de uma infecção, sendo enterrada na Capela de São Jorge, Castelo de Windsor. A euforia que acompanhou o nascimento de Eduardo se transformou em luto, porém foi apenas com o tempo que Henrique passou a lamentar pela esposa. Na época ele se recuperou rapidamente do choque. Medidas foram tomadas para encontrar uma nova esposa para o rei, que, pela insistência de Cromwell e da corte, foram focadas no continente europeu.
Com Carlos V distraído por políticas internas em seus muitos reinos e ameaças externas, e Henrique e Francisco em relações relativamente boas, questões internas passaram a ser a prioridade do rei na primeira metade da década de 1530. Por exemplo, em 1536 ele deu seu consentimento para os Atos das Leis em Gales de 1535, que legalmente anexavam o País de Gales a Inglaterra e criavam uma única nação. Seguiu-se o Segundo Decreto de Sucessão, que declarava os filhos de Henrique com Joana os próximos na linha de sucessão e declarava Maria e Isabel como ilegítimas, excluindo-as do trono. O rei também recebeu o poder de determinar a linha de sucessão à sua própria vontade, caso não tivesse mais nenhum descendente. Entretanto, Henrique ficou cada vez mais apreensivo quando Carlos e Francisco fizeram a paz em 1539. Cromwell passava ao rei uma lista constante de ameaças ao reino (reais ou imaginárias, pequenas ou grandes) e assim Henrique ficou paranoico. Enriquecido pela Dissolução dos Mosteiros, ele usou algumas de suas reservas financeiras para construir uma série de defesas costais em caso de uma invasão franco-germânica.

### Ana de Cleves

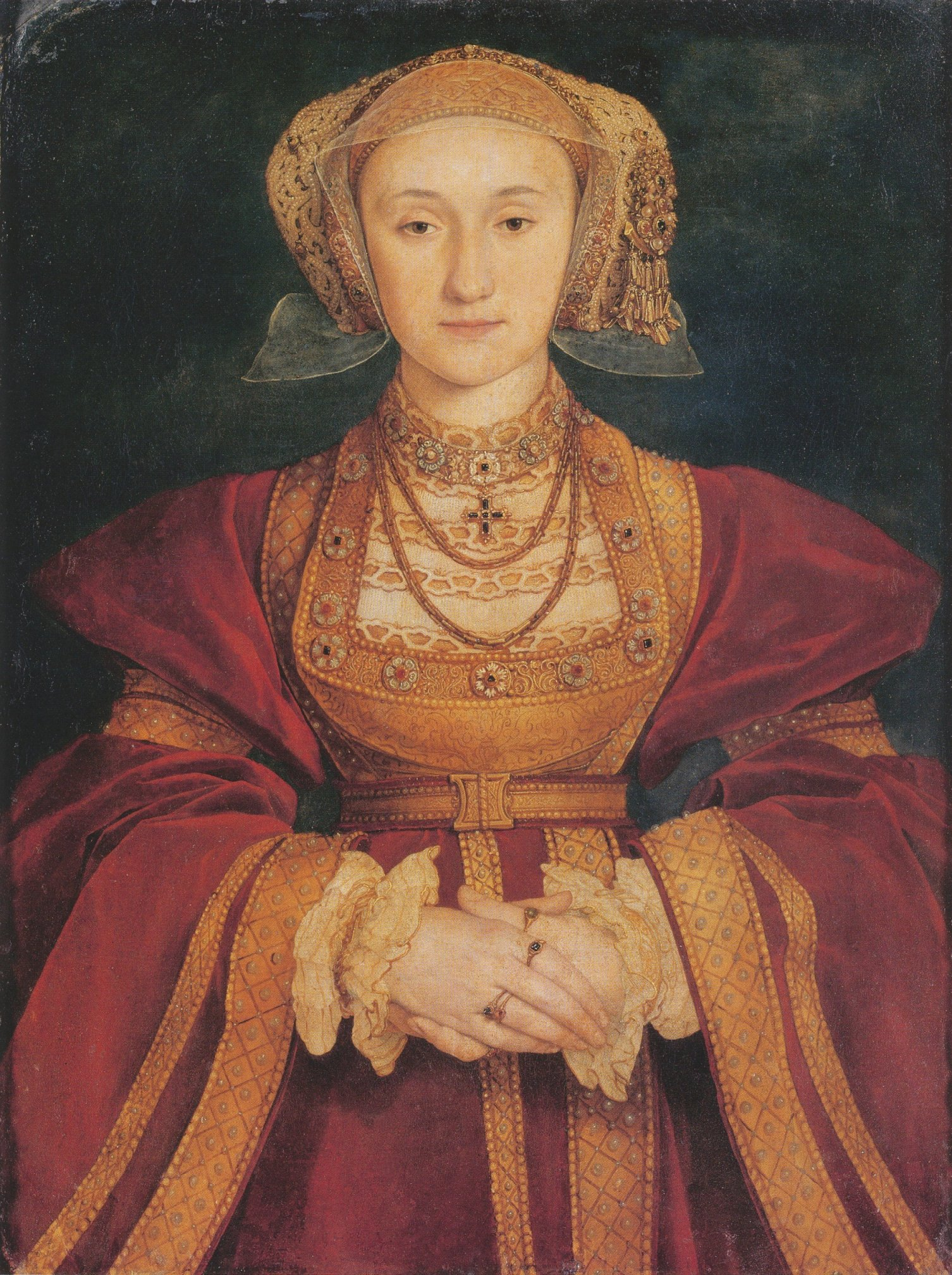
Ana de Cleves em 1539

Henrique continuava com vontade de casar novamente para assegurar a sua sucessão. Cromwell, feito entretanto Conde de Essex, sugeriu Ana, irmã do Duque de Cleves, que era visto como um importante aliado em caso de um ataque católico a Inglaterra, já que o duque estava dividido entre o luteranismo e o catolicismo. Hans Holbein, o Jovem, foi enviado até Cleves a fim de pintar um retrato de Ana para o rei (à esquerda). Apesar de especulações que Holbein pintou Ana de maneira muito lisonjeira, é mais provável que o retrato fosse fiel; Holbein permaneceu bem visto na corte. Depois de considerar a pintura de Holbein e ouvir boas descrições dadas por cortesãos, Henrique concordou em se casar com Ana. Porém, ele logo passou a querer anular o casamento. Ela não protestou e confirmou que o casamento jamais fora consumado. O caso do arranjo de casamento anterior que Ana tinha com o filho do Duque de Lorena eventualmente deu a resposta, uma complicada o suficiente para que os impedimentos restantes ao anulamento fossem removidos. O casamento foi dissolvido e Ana recebeu o título de "A Amada Irmã do Rei", duas residências e uma generosa pensão. Estava claro que o rei estava interessado em Catarina Howard, sobrinha de Tomás Howard, algo que preocupava Cromwell já que ele era um oponente.
Pouco depois, os protegidos de Cromwell e religiosos reformistas Roberto Barnes, Guilherme Jerome e Tomás Gerrard foram queimados como hereges. Cromwell enquanto isso caiu em desgraça apesar de não se saber exatamente o motivo, já que existem poucas evidências de diferenças nas políticas internas e externas; apesar de seu papel, ele não foi oficialmente acusado de ser o responsável no casamento mal sucedido de Henrique. Cromwell estava agora entre inimigos na corte, com Howard conseguindo usar a posição de sua sobrinha. Ele foi acusado de traição, venda de licenças de exportação, concessão de passaportes e formação de comissões sem permissão, e também pode ter sido acusado pelo fracasso no casamento com Ana e no fracasso da política externa que isso acarretou. Cromwell acabou sendo preso e decapitado. Ele não foi substituído como Vice-regente em Espirituais, um cargo criado especificamente para ele.

### Catarina Howard
Henrique se casou com a jovem Catarina Howard, que também era prima e dama de companhia de Ana Bolena, em 29 de julho de 1540, mesmo dia da execução de Cromwell. Ele ficou absolutamente encantado com sua nova rainha, dando-lhe as terras de Cromwell e várias joias. Entretanto, Catarina teve um caso com o cortesão Tomás Culpeper pouco depois do casamento. Ela empregou Francisco Dereham, com quem teve um caso e noivado informal antes de se casar com o rei, como secretário. A corte soube de seu caso anterior com Dareham enquanto Henrique estava fora; Cranmer foi enviado para investigar e levou evidências do caso de Howard e Dareham ao conhecimento do rei. Apesar de Henrique inicialmente se recusar a acreditar nas alegações, Dareham confessou. Porém, foi apenas na reunião seguinte do conselho que o rei acreditou e teve um ataque de raiva, culpando o conselho antes de sair para caçar. Catarina, ao ser questionada, poderia ter admitido ter um acordo anterior com Dareham, que faria com que seu casamento com Henrique fosse inválido, porém ela afirmou que o homem a forçou a ter uma relação adúltera. Dareham acabou revelando o caso da rainha com Culpeper. Os dois homens foram executados e Catarina foi decapitada em 13 de fevereiro de 1542.
Em 1540, Henrique sancionou a destruição de relicários de santos. Os últimos mosteiros da Inglaterra foram dissolvidos e suas propriedades transferidas à coroa. Abades e priores perderam seus lugares na Câmara dos Lordes; apenas bispos e arcebispos permaneceram como os únicos eclesiásticos na câmara. Os Lordes Espirituais, como o clero era conhecido na câmara, foi superado em números pela primeira vez pelos Lordes Temporais.

### "Rude Cortejo" e segunda invasão da França

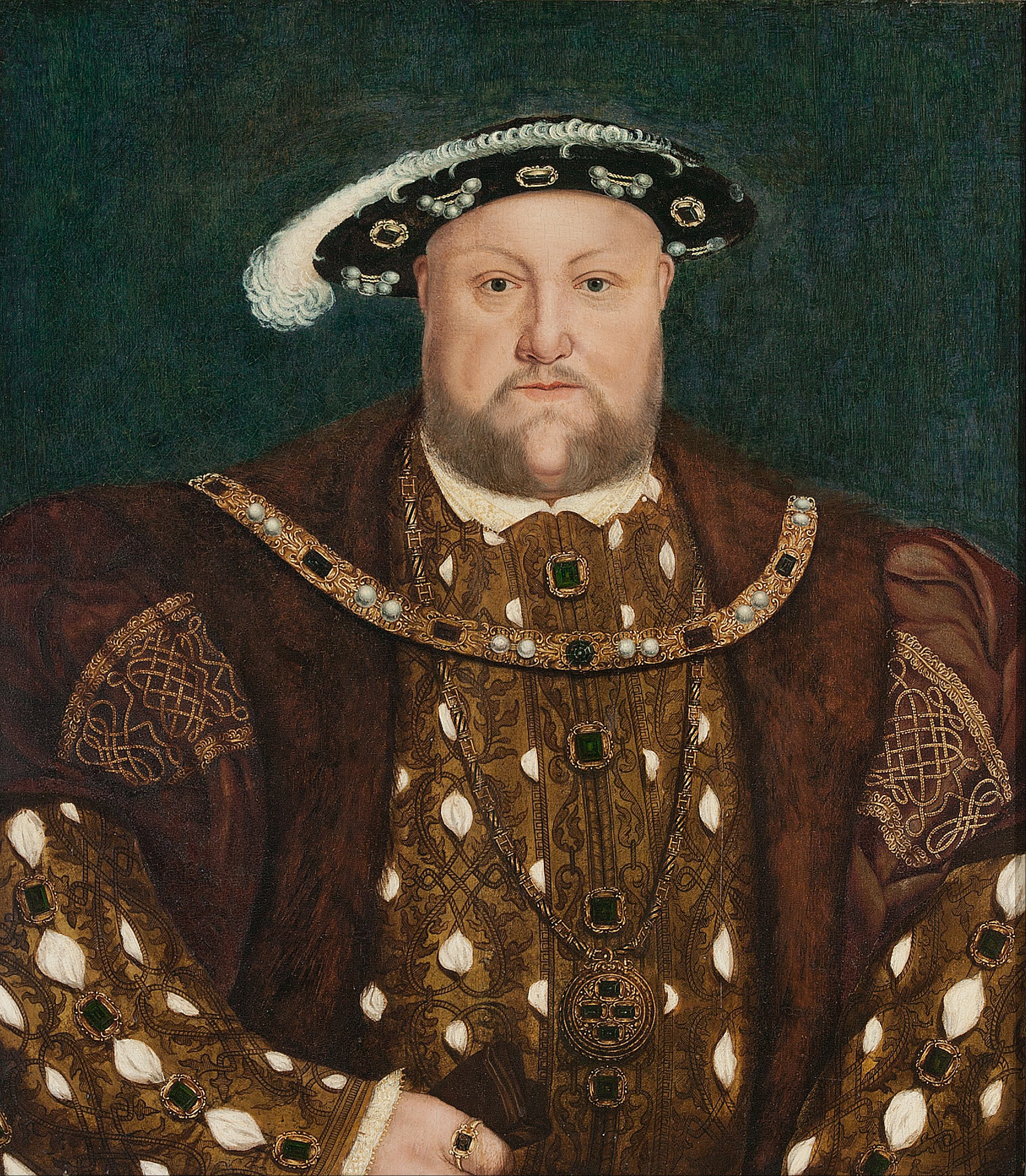
Henrique c. 1540

A aliança entre Francisco e Carlos se dissolveu em 1539, eventualmente degenerando até uma guerra. Com Catarina de Aragão e Ana Bolena mortas, as relações entre Carlos e Henrique melhoraram muito, com o rei inglês concluindo uma aliança secreta com o imperador. Ele decidiu intervir na Guerra Italiana ao lado de seu novo aliado. Uma invasão da França foi preparada para 1543. Em preparação, Henrique moveu-se para eliminar a potencial ameaça escocesa sob o jovem Jaime V. Isso continuaria a reforma na Escócia, que ainda era católica, e Henrique esperava unir as duas coroas ao casar a filha de Jaime, Maria da Escócia, com Eduardo. Ele fez guerra contra os escoceses por vários anos tentando alcançar esse objetivo, uma campanha que ficou conhecida como o "Rude Cortejo". A Escócia foi derrotada na Batalha de Solway Moss em 24 de novembro de 1542, e Jaime morreu menos de um mês depois. Jaime Hamilton, 2.º Conde de Arran, regente escocês, concordou com o casamento no Tratado de Greenwich em 1 de julho de 1543.
Apesar do sucesso na Escócia, Henrique hesitou em atacar a França, irritando Carlos. Ele finalmente seguiu em frente em junho de 1544 com um ataque em dois frontes. Uma força liderada por Tomás Howard cercou, sem sucesso, Montreuil. A outra sob o comando de Carlos Brandon cercou Bolonha-sobre-o-Mar. Henrique posteriormente assumiu o comando pessoal, com Bolonha caindo em 18 de setembro. Porém, ele havia recusado os pedidos do imperador para marchar contra Paris. A própria campanha de Carlos desandou e ele fez as pazes com a França no mesmo dia. Henrique ficou sozinho contra a França, incapaz de fazer a paz. Francisco tentou invadir a Inglaterra no verão de 1545, porém foi um fiasco. Com os dois reinos sem dinheiro, ambos assinaram o Tratado de Ardres em 7 de junho de 1546. Henrique garantiu a posse de Bolonha por oito anos, então a devolveu para a França por £ 750 000. Ele precisava do dinheiro; a campanha havia custado £ 650 000 e a Inglaterra estava novamente falida.
Enquanto isso, os escoceses repudiaram o Tratado de Greenwich em dezembro de 1543. Henrique lançou outra guerra contra os escoceses, enviando um exército para queimar Edimburgo e devastar o interior. Apesar disso, a Escócia não se submeteu. A derrota na Batalha de Ancrum Moor levou a uma segunda invasão. A guerra terminou nominalmente no Tratado de Ardres. Desordens na Escócia, incluindo intervenções tanto inglesas quanto francesas, continuaram até a morte de Henrique.

### Catarina Parr
Henrique se casou pela sexta e última vez em julho de 1543 com Catarina Parr, uma rica viúva. Reformista, ela discutia sobre religião com o rei. No final, Henrique permaneceu comprometido com uma mistura idiossincrática de catolicismo e protestantismo; o estado de espírito reacionário que tinha ganhado terreno após a queda de Cromwell não eliminou seu traço protestante nem foi superado por ele. Parr ajudou Henrique a se reconciliar com suas filhas Maria e Isabel. Em 1543, o Terceiro Decreto de Sucessão colocou suas filhas de volta na sucessão, atrás de Eduardo. O mesmo decreto permitiu que ele determinasse a sucessão conforme sua vontade.

### Declínio físico

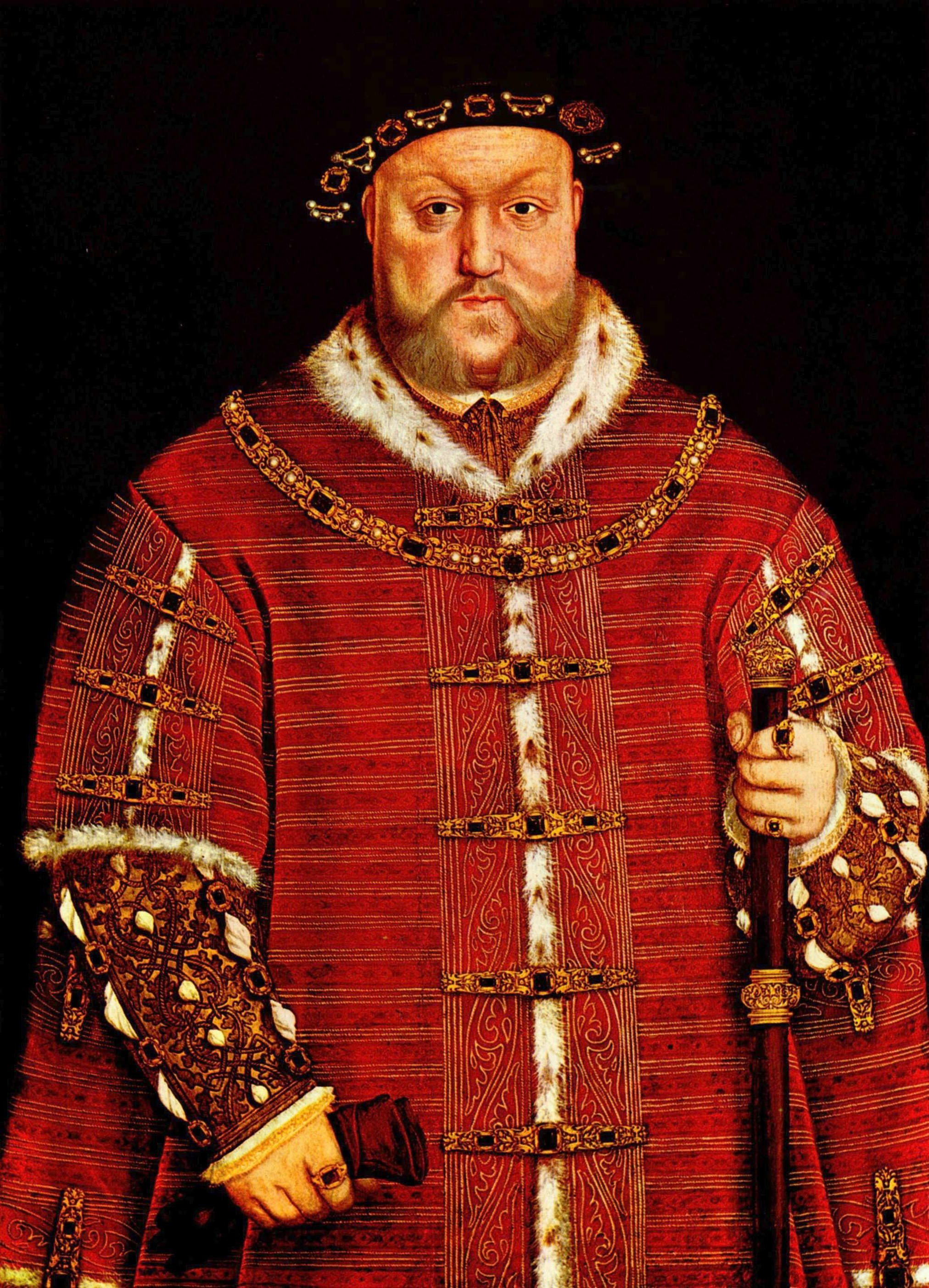
Henrique em 1542

Henrique se tornou obeso posteriormente em sua vida. Tinha uma medida de cintura de 140 cm e precisava se mover com a ajuda de invenções mecânicas. Era coberto por furúnculos cheios de pus e possivelmente sofria de gota. Sua obesidade e outros problemas médicos podem ter sido a causa do acidente de justa que sofreu em 1536, em que teve um ferimento na perna. O acidente reabriu e agravou um ferimento anterior que havia tido anos antes, a ponto de seus médicos encontrarem dificuldades em tratá-lo. O ferimento infeccionou pelo restante de sua vida até ulcerar, algo que o impedia de manter o mesmo nível de atividade que costumava ter. Acredita-se que o acidente tenha sido a causa das mudanças de humor de Henrique, que podem ter tido grande efeito em sua personalidade e temperamento.
A teoria que Henrique sofria de sífilis foi desmentida pela maioria dos historiadores. Uma teoria mais recente sugere que seus sintomas médicos são característicos de uma diabetes mellitus tipo 2 não tratada. Como alternativa, o padrão de gravidezes de suas esposas e sua deterioração mental levaram alguns a sugerirem que ele poderia ser Kell positivo e sofredor da síndrome de McLeod. De acordo com outro estudo, o histórico do rei e morfologia de seu corpo eram provavelmente o resultado de uma lesão cerebral traumática após o acidente de justa de 1536, que por sua vez levou a causa de sua obesidade neuroendócrina. A análise identifica deficiência no hormônio de crescimento como a fonte de sua adiposidade cada vez maior e também suas mudanças significativas de comportamento em seus últimos anos, incluindo seus múltiplos casamentos. Outra teoria diz que esses danos cerebrais possivelmente foram causados por outros dois incidentes: o primeiro em 1524 quando uma lança perfurou seu capacete durante uma justa e segundo no ano seguinte quando o rei bateu de cabeça no chão ao tentar cruzar um riacho com uma vara. Alguns dos efeitos colaterais de uma lesão cerebral incluem deficiência hormonal e hipogonadismo, que podem criar disfunções metabólicas e impotência sexual e explicariam seu aumento de peso e dificuldades cada vez maiores de ter relações com suas esposas.

### Morte

Caixões de Henrique VIII (centro), Joana Seymour (esquerda) e Carlos I com um filho de Ana (esquerda) na sepultura embaixo do coral da Capela de São Jorge, marcados por uma laje de pedra no chão. Desenho de Alfred Young Nutt em 1888

A obesidade de Henrique acelerou sua morte aos 55 anos de idade, em 28 de janeiro de 1547, no Palácio de Whitehall, naquele que teria sido o nonagésimo aniversário de seu pai. Ele estava coberto de furúnculos dolorosos e cheios de pus e possivelmente tinha gota . Sua obesidade e outros problemas médicos podem ser rastreados até o acidente de justa em 24 de janeiro de 1536, no qual ele sofreu um ferimento na perna. O acidente reabriu e agravou um ferimento que ele havia sofrido anos antes, a ponto de seus médicos acharem difícil tratá-lo. A ferida crônica infeccionou pelo resto de sua vida e tornou-se ulcerada , impedindo-o de manter o nível de atividade física que ele gostava antes. Acredita-se também que o acidente de justa tenha causado as oscilações de humor de Henry , o que pode ter tido um efeito dramático em sua personalidade e temperamento. Suas supostas últimas palavras foram: "Monges! Monges! Monges!", talvez uma referência aos monges que ele fez serem despejados na Dissolução dos Mosteiros. Seu caixão foi velado no Mosteiro de Sião, no caminho para a Capela de São Jorge, Castelo de Windsor. Doze anos antes, em 1535, um frei franciscano chamado Guilherme Peyto pregou ao rei no Palácio de Placentia "que os julgamentos de Deus estavam prontos para recair sobre sua cabeça e que cães lamberiam seu sangue, como haviam feito com Acabe", cuja infâmia está em 1 Reis 16:33: "Acabe fez muito mais para irritar o Senhor Deus de Israel do que todos os reis de Israel que foram antes dele". Diz que profecia foi cumprida durante aquela noite em Sião, quando uma "matéria corrompida de uma cor sangrenta" caiu do caixão e cachorros tentaram lambê-la. Henrique foi enterrado em uma sepultura na Capela de São Jorge ao lado de Joana Seymour. 102 anos depois, em 1649, o rei Carlos I foi enterrado na mesma sepultura.

### Sucessão
Após sua morte, seu único filho homem herdou a coroa como rei Eduardo VI. Já que Eduardo tinha apenas nove anos de idade, ele não podia exercer o poder. O testamento de Henrique nomeou dezesseis executores para servirem em um conselho regencial até Eduardo completar dezoito anos. Os executores escolheram Eduardo Seymour, 1.º Conde de Hertford, irmão mais velho de Joana Seymour e tio do novo rei, para ser Lorde Protetor do Reino. Caso Eduardo não tivesse herdeiros, o trono passaria para Maria, filha de Henrique e Catarina de Aragão, e seus descendentes. Caso Maria não tivesse filhos, a coroa iria para Isabel, filha de Henrique com Ana Bolena, e os herdeiros dela. Finalmente, se a linhagem de Isabel fosse extinta, o trono inglês seria herdado pelos Grey, descendentes de Maria, irmã mais nova de Henrique. Os descendentes de sua irmã Margarida, os Stuart da Escócia, foram excluídos da sucessão. Entretanto, Jaime VI da Escócia herdou a Inglaterra após a morte de Isabel em 1603.

## Imagem pública

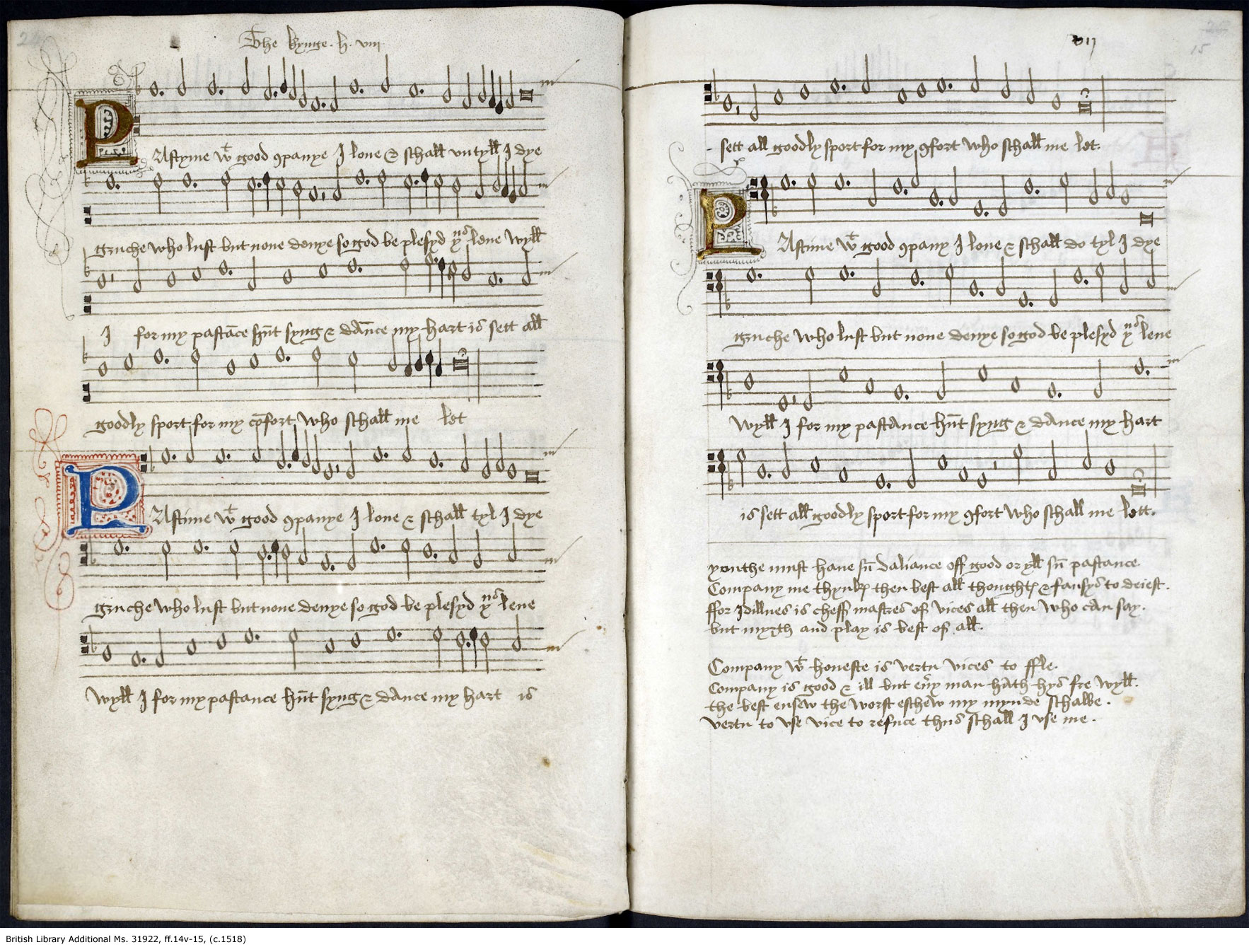
Partitura de "Pastime with Good Company", composta pelo rei c. 1513

Henrique cultivava a imagem de um homem renascentista, com sua corte sendo o centro de escolaridade, inovação artística e glamurosos excessos, epitomizados pelo Campo do Pano de Ouro. Ele vasculhava o interior por meninos cantores, pegando alguns diretamente do coral de Wolsey, introduzindo a música renascentista na corte. Os músicos incluíam Benedict de Opitiis, Richard Sampson, Ambrose Lupo e Dionisio Memo. O próprio Henrique manteve uma considerável coleção de instrumentos; era habilidoso com o alaúde, conseguia tocar o órgão e era talentoso com o virginal. Ele podia ler partituras à primeira vista e também cantar. Era um músico completo, autor e poeta; sua composição musical mais conhecida é "Pastime with Good Company". A autoria de "Greensleeves" lhe é frequentemente atribuída, porém provavelmente é incorreta. Henrique era um ávido jogador de azar, principalmente dos dados, destacando-se nos esportes, especialmente justas, caça e jogo de palma. Era conhecido por sua forte defesa da piedade cristã.
Henrique era um intelectual. Foi o primeiro rei inglês com uma educação humanista moderna, escrevia e falava em inglês, francês e latim, e sentia-se completamente em casa com sua biblioteca bem abastecida. Ele pessoalmente fazia anotações em muitos livros e escrevia e publicava seus próprios. Para promover o apoio público à sua reforma da igreja, preparou inúmeros panfletos e palestras. Por exemplo, Oratio, de Richard Sampson, era um argumento para a obediência absoluta à monarquia e afirmava que a igreja inglesa sempre havia sido independente de Roma. Em nível popular, companhias teatrais e de menestréis fundadas pela coroa viajavam pelo reino para promover as novas práticas religiosas: o papa e padres e monges católicos eram ridicularizados como demônios estrangeiros, enquanto que o rei era exaltado como um corajoso e heroico defensor da verdadeira fé. Henrique trabalhou arduamente para apresentar uma imagem de autoridade incontestável e poder irresistível.
Sendo um homem grande e forte (tinha mais de 1,80 m de altura e bem largo), Henrique era ótimo em justas e caça. Além de passatempos, também eram dispositivos políticos que serviam para vários objetivos, desde enaltecer sua imagem real atlética para impressionar governantes e emissários estrangeiros, até transmitir sua habilidade de suprimir qualquer rebelião. Ele realizou um torneio de justas em Greenwich em 1517, em que usou uma armadura dourada, arreios de cavalo também dourados e roupas de veludo, seda e panos de ouro cheios de jóias e pérolas. Henrique devidamente impressionou embaixadores estrangeiros, com um escrevendo que "A riqueza e civilização do mundo está aqui, e aqueles que chamam os ingleses de bárbaros me parecem tornar-se tal". O rei aposentou-se das justas em 1536 depois de seu grave acidente, porém continuou a patrocinar dois suntuosos torneios anualmente. Henrique então começou a ganhar peso e perder a imagem atlética e elegante que o fizeram tão atraente; seus cortesãos começaram a se vestir com roupas bem acolchoadas para emular e até lisonjear seu monarca cada vez mais robusto. Ao final de sua vida sua saúde piorou devido à alimentação pouco saudável.

## Governo

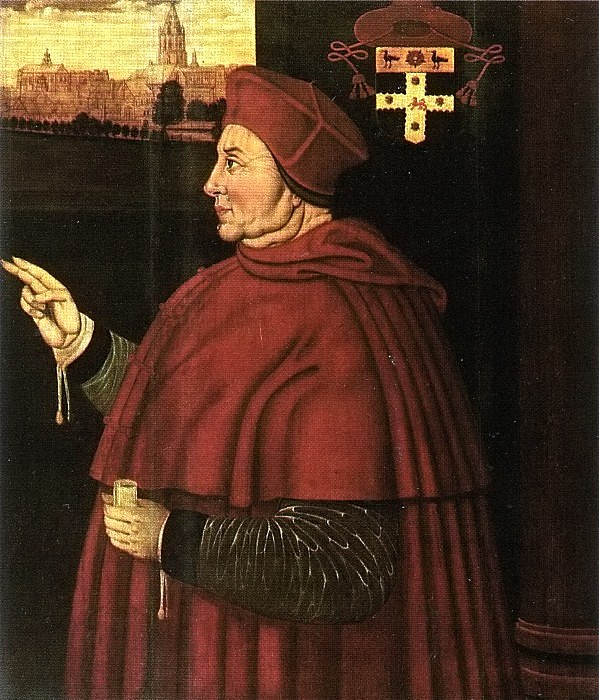
Cardeal Tomás Wolsey em 1526

O poder dos monarcas da Casa de Tudor, incluindo Henrique, era "completo" e "total", como afirmavam, apenas pela graça de Deus. A coroa também podia se apoiar no uso exclusivo das outras funções que constituíam a prerrogativa real. Isso incluíam atos de diplomacia (incluindo casamentos reais), declarações de guerra, administração da moeda, publicação de perdões reais e o poder de convocar e dissolver parlamentos quando quisessem. Mesmo assim, como ficou evidente durante sua separação de Roma, o rei agia dentro de limites pré-estabelecidos, financeiros ou legais, que o forçavam a trabalhar próximo da nobreza e do parlamento. Na prática, os Tudor usavam o mecenato para manter uma corte real que incluía instituições formais como o Conselho Privado além de conselheiros informais e confidentes. Tanto a ascensão quanto a queda de nobres podia ser rápida: apesar do número frequentemente citado de 72 mil execuções durante seu reinado ser exagerado, Henrique sem dúvida executava por sua própria vontade, queimando ou decapitando duas esposas, vinte pariatos, quatro principais serventes públicos, seis criados ou amigos próximos, um cardeal e vários abades. Dentre aqueles favorecidos em qualquer momento do reinado de Henrique, alguém poderia ser geralmente indicado como principal ministro, apesar de um dos maiores debates na historiografia do período foi quais desses ministros controlavam Henrique e vice-versa. Particularmente, o historiador Geoffrey Elton discute que um dos ministros, Tomás Cromwell, liderou uma "revolução Tudor em governo" bem independente do rei, quem Elton apresenta como um participante oportunista e essencialmente preguiçoso no âmago das questões políticas e quem precisava de outros por ideias e para realizar a maior parte do trabalho. O historiador também afirma que onde Henrique interferia pessoalmente no governo do país, na maioria das vezes foi para seu detrimento. A proeminência e influência de facções na corte do rei é similarmente discutida no contexto de pelo menos cinco episódios do reinado de Henrique, incluindo a queda de Ana Bolena.
Foi Tomás Wolsey, cardeal da Igreja Católica, que supervisionou as políticas internas e externas do jovem rei de 1514 a 1529 de sua posição como Lorde Chanceler. Wolsey centralizou o governo nacional e estendeu a jurisdição dos tribunais conciliares, particularmente da Câmara Estrelada. Sua estrutura geral permaneceu inalterada, porém o cardeal a usou para realizar uma muito necessária reforma no direito penal. Entretanto, o poder do tribunal não continuou depois de Wolsey já que nenhuma grande reforma administrativa havia sido feita e seu papel foi eventualmente devolvido às localidades. O clérigo ajudou a preencher o espaço vazio deixado pela participação cada vez menor de Henrique no governo (particularmente em comparação a seu pai), porém o fez ao se impor no lugar do rei. Seu uso desses tribunais para ir atrás de problemas pessoais, particularmente para ameaçar delinquentes como meros exemplos de toda uma classe digna de punição e irritar os ricos, que também estava irritados por sua enorme fortuna e vida de ostentação. Wolsey muito desapontou Henrique ao não conseguir seu divórcio de Catarina de Aragão. O tesouro estava esvaziado depois de anos de extravagância; os pariatos e o povo estavam insatisfeitos e o rei precisava de uma abordagem totalmente nova; Wolsey foi substituído. Ele perdeu o poder em 1529, depois de dezesseis anos, sendo preso no ano seguinte sob falsas acusações de traição, morrendo na prisão. Sua queda foi um aviso ao papa e ao clero da Inglaterra sobre o que poderia ser esperado se eles desapontassem Henrique. O rei tomou controle total de seu governo, apesar de na corte várias facções complexas continuarem a tentar se arruinar e destruir.

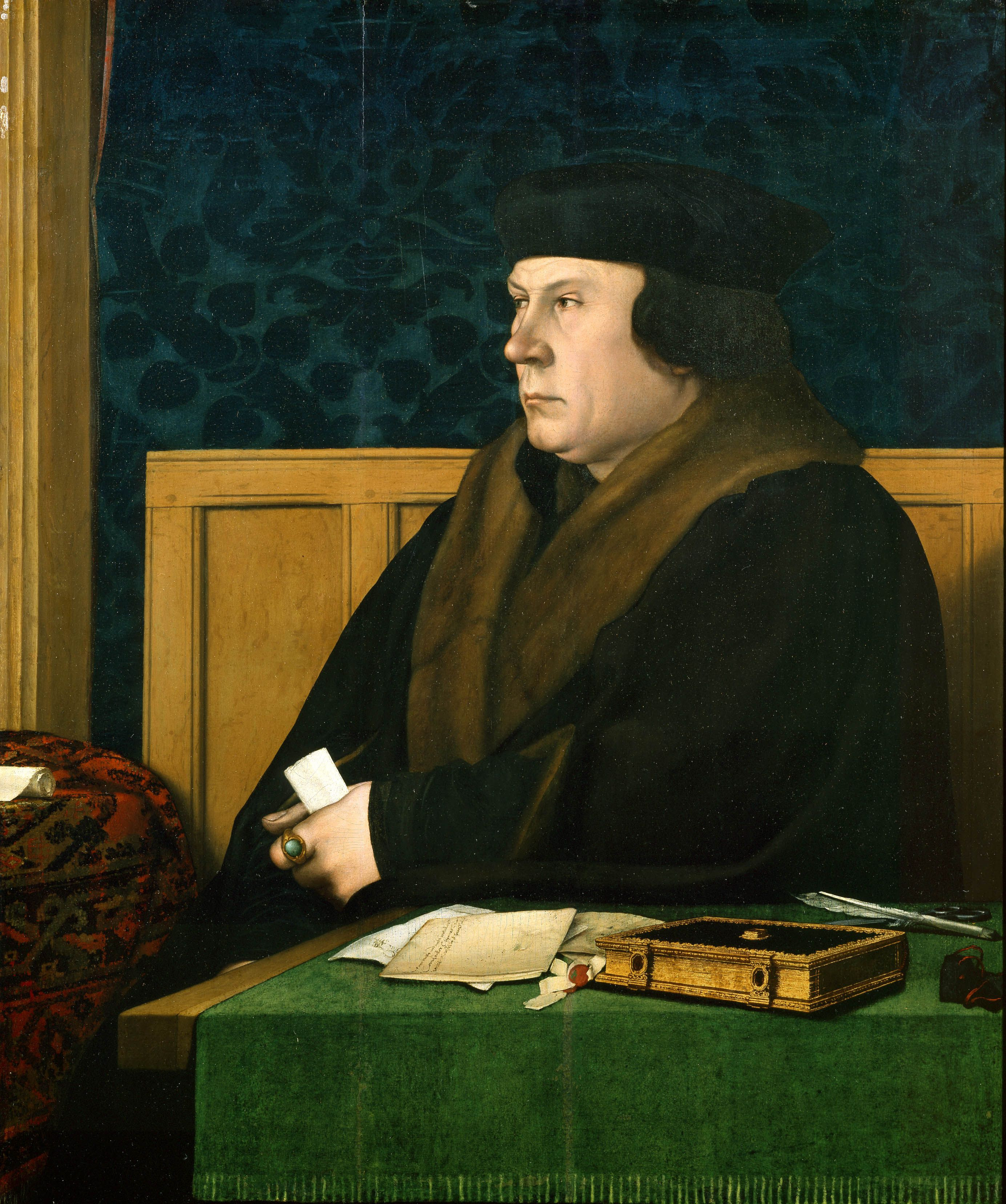
Tomás Cromwell c. 1532–1533

Tomás Cromwell veio redefinir o governo de Henrique. Ele voltou para a Inglaterra do continente em 1514 ou 1515, logo entrando para o serviço de Wolsey. Cromwell estudou direito, também adquirindo um bom conhecimento da Bíblia, e entrou no Gray's Inn em 1524. Ele tornou-se o "homem de todos os trabalhos" do cardeal. Em parte por causa de suas crenças religiosas, Cromwell tentou reformar o corpo político do governo inglês através de discussões e consentimento, pela continuidade e não mudanças bruscas. Era visto por muitos como um homem que queriam ter ao lado para seus objetivos partilhados, incluindo Tomás Audley. Cromwell e seus associados já eram os responsáveis por volta de 1531 por rascunhar grande parte das legislações. Seu primeiro cargo oficial foi o de mestre das joias do rei em 1532, a partir do qual ele começou a revigorar as finanças reais. O poder de Cromwell como administrador eficiente em um conselho cheio de políticos ultrapassou nesse momento o que Wolsey havia alcançado. Cromwell muito trabalhou em todos os seus cargos a fim remover tarefas da criadagem real (e ideologicamente do próprio rei) para um estado público. Entretanto, para manter o apoio de Henrique, seu poder e a possibilidade de realmente alcançar os objetivos traçados, ele o fez de forma aleatória e deixando muitos vestígios. Cromwell formalizou vários fluxos de renda criados por Henrique VII e encarregou várias entidades autônomas para suas administrações. O papel do Conselho do Rei foi transferido para um reformado Conselho Privado, muito menor e mais eficiente que seu predecessor. Surgiu uma diferença entre a riqueza do rei e a do país, apesar da queda de Cromwell ter minado muitas de suas burocracias, que precisavam de sua mão para manter a ordem entre as muitas novas entidades e impedir gastos exagerados que pioravam as relações além das finanças. Suas reformas estagnaram em 1539, a iniciativa foi perdida e ele não conseguiu aprovar um decreto de habilitação, a Proclamação pela Coroa de 1539. A associação de Cromwell com o casamento do rei com Ana de Cleves, apesar de não ter sido fatal por conta própria, o enfraqueceu enquanto uma outra facção estava crescendo. Henrique então procurou o casamento com Catarina Howard, sobrinha do Duque de Norfolk, e foi Tomás Howard que eventualmente levou Cromwell a sua queda. Ele foi executado em 28 de julho de 1540.

### Finanças

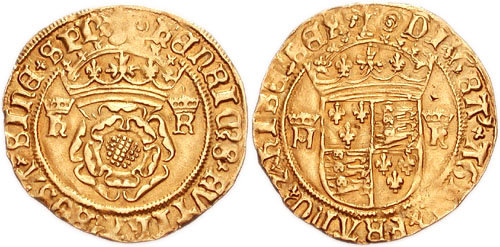
Moeda coroa de ouro de Henrique, cunhada c. 1544–1547

O reinado de Henrique foi um quase-desastre em termos financeiros. Apesar de ter herdado uma economia próspera (aumentando ainda mais seu tesouro confiscando as terras da igreja), seus grandes gastos e longos períodos de má administração danificaram a economia. Tinha mais de duas mil tapeçarias em seus palácios – por comparação, Jaime V da Escócia tinha apenas duzentas. Orgulhava-se de exibir sua coleções de armas, que incluíam exóticos equipamentos de tiro com arco, 2 250 peças de artilharia e 6 500 armas curtas.
Ao contrário de Henrique VII que havia sido frugal e cuidadoso com o dinheiro, Henrique VIII investiu enormes fortunas. Esse dinheiro foi estimado em £ 1 250 000 (£ 375 milhões em padrões atuais). Muito dessa riqueza foi gasta para manter a corte e criadagem, incluindo muitos dos trabalhos de construção que ele realizou nos palácios reais. Os monarcas Tudor tinham que financiar os gastos do governo com suas próprias rendas. Essa renda vinha das terras da coroa que Henrique era dono além de impostos como os impostos aduaneiros, garantidos pelo parlamento por toda a vida do rei. Durante seu reinado as rendas da coroa permaneceram constantes em por volta de cem mil libras, porém foram afetadas pela inflação e o aumento de preços vindos com a guerra. Foi a guerra e suas ambições dinásticas na Europa que o fizeram acabar na década de 1520 com a fortuna reunida por seu pai. Apesar de Henrique VII ter pouco se envolvido em questões do parlamento, Henrique VIII tinha que pedir dinheiro ao parlamento, particularmente para conseguir subsídios para suas guerras. A Dissolução dos Mosteiros forneceu um meio de reabastecer o tesouro e a coroa acabou assumindo posse de terras monásticas de valor de £ 120 mil por ano. A coroa lucrou um pouco em 1526 quando Wolsey colocou a Inglaterra na padrão ouro, tendo desvalorizado o valor da moeda um pouco. Cromwell desvalorizou a moeda mais, começando na Irlanda em 1540. Como resultado, a libra inglesa ficou com metade do valor da libra flamenga entre 1540 e 1551. O lucro nominal foi significante, ajudando a nivelar os gastos com a renda, porém teve um efeito catastrófico na economia geral do país. Parcialmente ajudou a trazer um período de altas inflações a partir de 1544.

### Reforma religiosa
Henrique é geralmente creditado por iniciar a Reforma Inglesa – o processo de transformação da Inglaterra de um país católico para um protestante – apesar de ser contestado seu progresso através da elite e das massas, com a exata narrativa não sendo totalmente aceita. Certamente em 1527, Henrique até então um católico obediente e bem informando, apelou ao papa pelo anulamento de seu casamento com Catarina. Nenhum anulamento foi conseguido em parte por causa do controle que Carlos V exercia sobre o papado. A narrativa tradicional diz que essa recusa iniciou a rejeição de Henrique da supremacia papal (que anteriormente ele defendeu), apesar do historiador Albert Pollard discutir que, mesmo que não tivesse precisado do divórcio, o rei poderia ter rejeitado o controle papal por motivos inteiramente políticos.

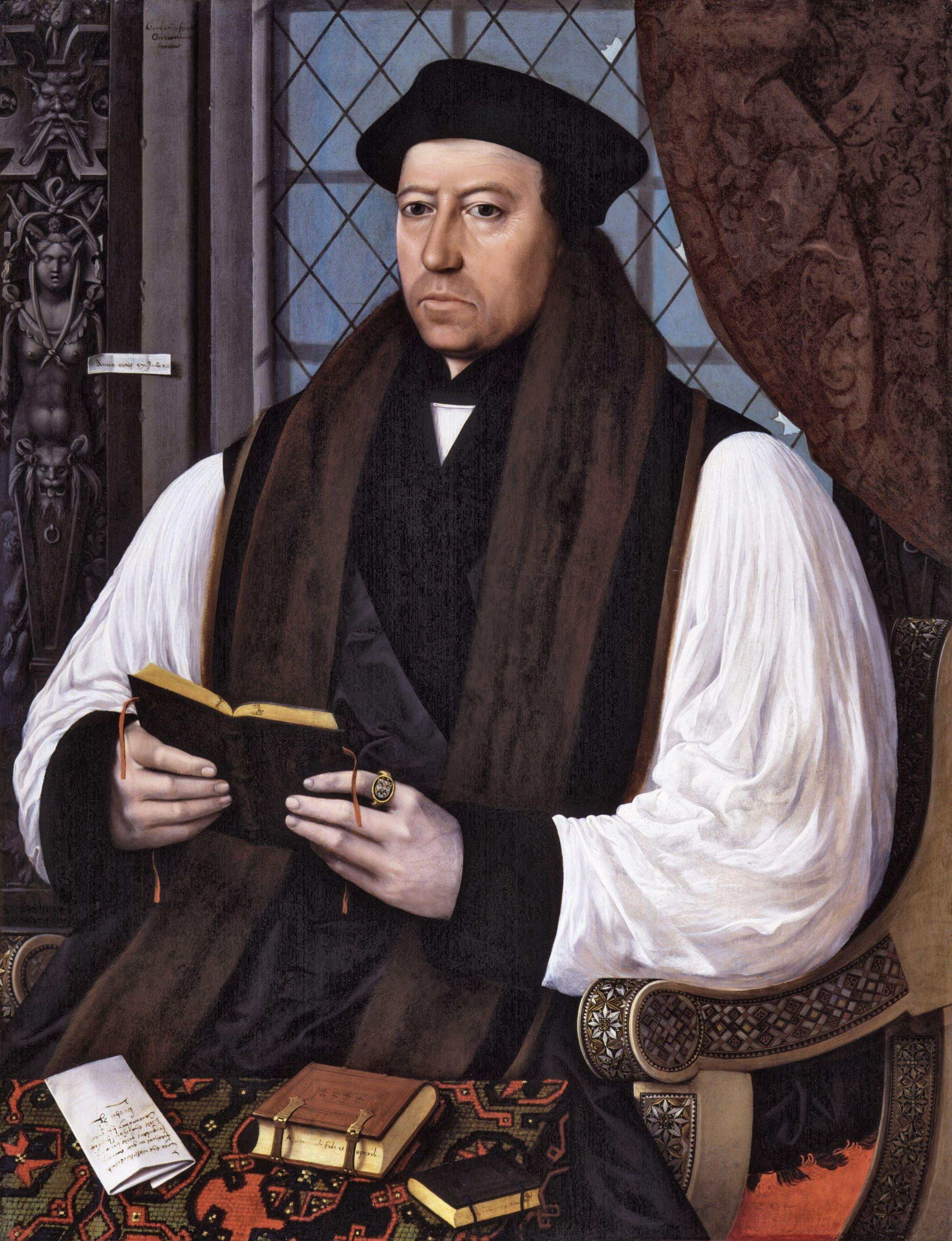
Tomás Cranmer em 1545

De qualquer forma, Henrique instituiu entre 1532 e 1537 vários estatutos que lidavam com a relação entre o rei e o papa e consequentemente a estrutura da emergente Igreja Anglicana. Eles incluíam o Estatuto em Restrições de Recursos de 1533, que aumentava a pena de praemunire contra todos que apresentassem bulas papais na Inglaterra, potencialmente expondo-os a pena de morte se julgados culpados. Outros decretos incluíam a Súplica contra os Ordinários e a Submissão do Clero, que reconheciam a supremacia real sobre a igreja. O Decreto do Sufragêneo dos Bispos de 1534 exigiam que o clero elegesse bispos nomeados pelo soberano. O Ato de Supremacia de 1534 declarou que o rei era "o único Chefe Supremo na Terra da Igreja da Inglaterra" e o Ato de Traição de 1534 fazia a recusa do Juramento de Supremacia alta traição punível por morte. Similarmente, a aprovação do Decreto de Sucessão no ano anterior fez com que todos os adultos do reino fossem forçados a reconhecer por juramento as disposições da lei (declarando que o casamento de Henrique com Ana Bolena era legítimo e que a união com Catarina ilegítima); aqueles que se recusavam recebiam prisão perpétua e qualquer publicação de literatura alegando que o casamento com Ana era inválido estava sujeita e pena de morte. Finalmente, em resposta a sua excomungação, foi aprovado o Decreto do Óbolo de São Pedro, que reiterava que a Inglaterra "não tinha superior sob Deus, apenas sua Graça" e que a "coroa imperial" do rei havia sido diminuída pelas "usurpações e extorsões perversas e impiedosas" do papa. Henrique ainda tinha grande apoio da igreja sob a liderança de Tomás Cranmer.
Para a irritação de Cromwell, Henrique insistia em tempo parlamentar para discutir as questões da fé, que ele alcançou graças a Tomás Howard. Isso acabou levando a aprovação do Decreto dos Seis Artigos, pelo qual seis grandes questões foram respondidas afirmando a ortodoxia religiosa, assim restringindo o movimento protestante na Inglaterra. Seguiu-se os começos da liturgia reformada e o Livro de Oração Comum, que seriam completados apenas em 1549 no reinado de Eduardo VI. A vitória dos conservadores religiosos não levou a grande mudança de pessoal e Cranmer permaneceu como arcebispo. De forma geral, o reinado de Henrique teve um sutil movimento para longe da ortodoxia religiosa, auxiliado em parte pelas mortes de proeminentes figuras anteriores a separação de Roma, especialmente as execuções em 1535 de Tomás More e João Fisher por recusarem-se a renunciar a autoridade papal. O rei estabeleceu uma nova teologia política de obediência à coroa que continuou na década seguinte. Ela refletia a nova interpretação do quarto mandamento ("Honra a teu pai e a tua mãe") por Martinho Lutero, levada para a Inglaterra por Guilherme Tyndale. A fundamentação da autoridade real nos Dez Mandamentos foi outra mudança importante: reformadores dentro da igreja utilizaram a ênfase dos mandamentos na fé e na palavra de Deus, enquanto os conservadores enfatizavam a necessidade da dedicação à Deus e de fazer o bem. Os esforços dos reformadores estavam por trás da publicação em 1539 da Grande Bíblia em inglês. Os reformadores protestantes ainda assim enfrentaram perseguições, particularmente sobre as objeções ao anulamento de Henrique. Muitos acabaram fugindo para o exterior onde enfrentaram mais dificuldades, como Tyndale que eventualmente foi executado e seu corpo queimado em nome do rei.
Quando impostos antes pagos a Roma foram transferidos para a coroa, Cromwell sentiu a necessidade de avaliar o valor tributável das vastas propriedades da igreja como estavam em 1535. O resultado foi um extenso compêndio, o Valor Ecclesiasticus. Ele encomendou uma visita mais geral às instituições religiosas em setembro do mesmo ano, que seriam realizadas por quatro visitantes nomeados. As visitas focavam-se apenas nas casas religiosas do país, chegando a conclusões em sua maior parte negativas. Além de reportarem-se de volta a Cromwell, os visitantes deixaram mais difícil a vida dos monges ao forçarem rigorosos padrões comportamentais. O resultado era encorajar a auto-dissolução. De qualquer maneira, as evidências reunidas pelo ministro levaram rapidamente ao começo da dissolução forçada dos mosteiros com todas as casa religiosas de valor inferior a duzentas libras sendo adquiridas em janeiro de 1536 por estatuto para coroa. Após uma pequena pausa, todas as instituições religiosas foram transferidas uma a uma para a coroa e novos donos, com a dissolução sendo confirmada em 1539 por outro estatuto. Não havia mais casas em janeiro de 1540: por volta de oitocentas haviam sido dissolvidas. O processo foi eficiente e encontrou pouca resistência, trazendo para a coroa por volta de noventa mil libras anuais. É ainda debatido entre os historiadores o quanto da dissolução de todas as casas foi planejada desde o início; há algumas evidências que as casas maiores originalmente seriam apenas reformadas. As ações de Cromwell transferiram um quinto das terras da Inglaterra para novos donos. O programa foi projetado principalmente para criar uma pequena nobreza em dívida com a coroa, que usaria as terras de forma bem mais eficiente. Mesmo com pouca oposição à supremacia sendo encontrada nas casas religiosas inglesas, elas tinham ligações com a igreja internacional e foram obstáculo para mais reformas religiosas.
As reações à reforma foram divididas. As casas religiosas eram as únicas apoiadoras dos pobres, com as reformas alienando grande parte da população fora de Londres, ajudando a provocar o grande levante no norte de 1536–37, conhecida como Peregrinação da Graça.

### Exército

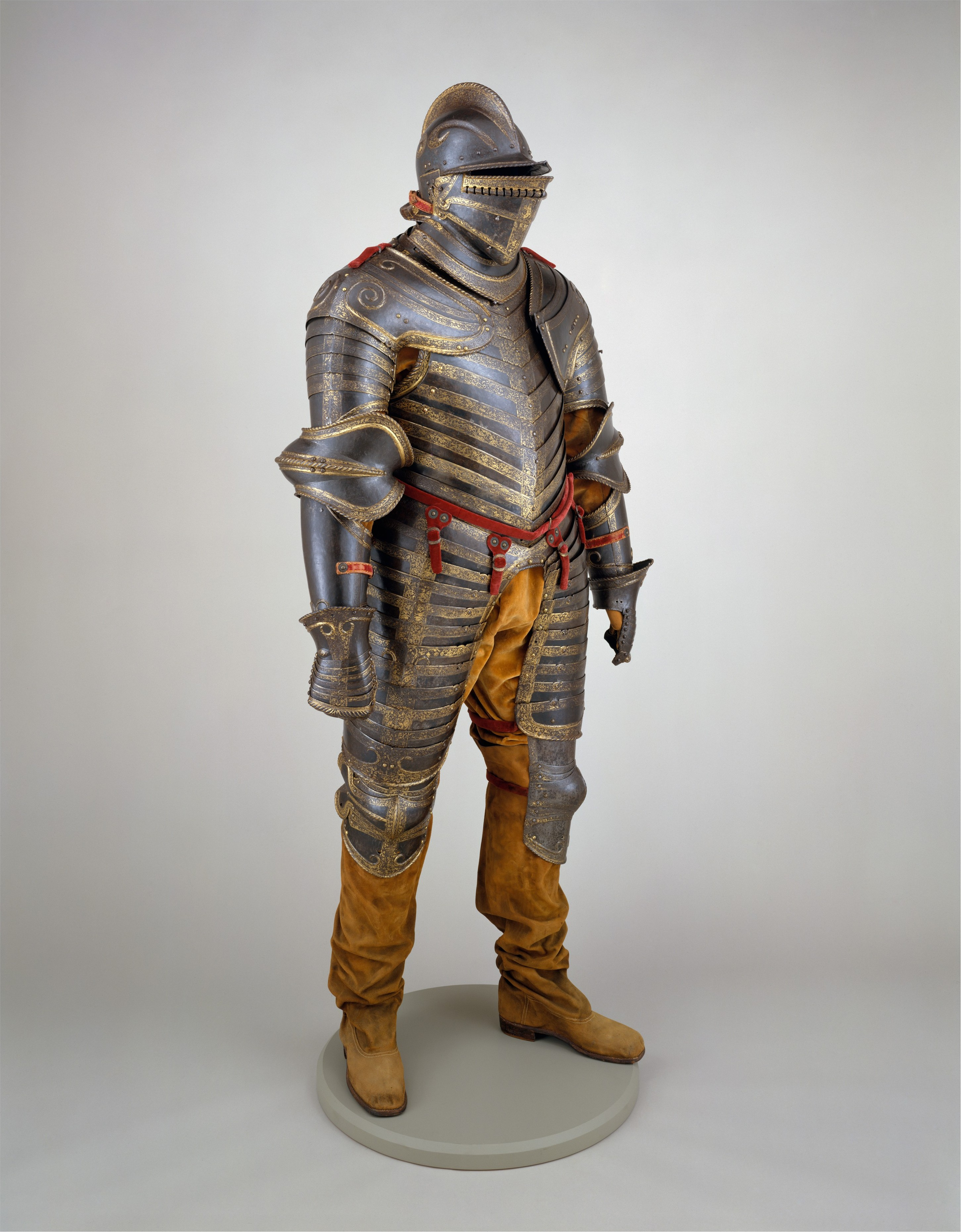
Armadura italiana de Henrique c. 1544

Excluindo as guarnições de Berwick-upon-Tweed, Calais e Carlisle, o exército fixo da Inglaterra era formado por apenas algumas centenas de homens. Esse número cresceu pouco no reinado de Henrique. A força de invasão de 1513 possuía cerca de trinta mil homens, compostos por bisarmeiros e arqueiros, em uma época que outras nações europeias estavam mudando para arcabuzeiros e piqueiros. A diferença de capacidade nesse momento não era grande e as forças de Henrique tinham armas e armaduras novas. Eles também eram apoiados por artilharia de campo, uma invenção relativamente nova, com várias máquinas de cerco grandes e caras. A força de invasão de 1544 estava similarmente bem equipada e organizada, apesar do comando das forças ter sido entregue a Carlos Brandon e Tomás Howard, duques de Suffolk e Norfolk respectivamente, que no caso do segundo produziu resultados desastrosos em Montreuil.
Henrique é tradicionalmente creditado como um dos fundadores da Marinha Real. Tecnologicamente, ele investiu em grandes canhões para seus navios, uma ideia que também havia sido tomada em outros países, substituindo as serpentinas menores em uso. Também contemplou projetar ele mesmo os navios – apesar de desconhecida suas contribuições para os navios maiores, se houve alguma, acredita-se que Henrique influenciou o projeto de barcaças a remo e galés. O rei também foi responsável pela criação de uma marinha permanente, com o apoio de ancoradouros e estaleiros. Taticamente, a marinha mudou de sua tática de bombardeiro para artilharia. A marinha cresceu com cinquenta novos navios (como o Mary Rose) e Henrique foi o responsável por estabelecer o "conselho de causas marinhas" para especificamente supervisionar a manutenção e operações, tornando-se a base para o posterior Almirantado.
A ruptura com Roma acarretou a ameaça de uma grande invasão francesa ou espanhola. Para prevenção, em 1538, Henrique começou a construir uma rede de defesas moderníssimas ao longo da costas sul e leste de Kent a Cornualha, utilizando materiais principalmente retirados dos mosteiros dissolvidos. Eles ficaram conhecidos os Fortes de Defesa. Ele também fortaleceu a já existente defesa costal em fortalezas como o Castelo de Dover, o Monte Bulwark e Forte Archcliffe, que ele visitou pessoalmente durante alguns meses para supervisionar. Wolsey realizou anos antes pesquisas sobre o necessário para reformar o sistema de milícias, porém nada foi feito. Sob Cromwell os inventários dos condados foram melhorados, porém seu trabalho serviu apenas para demonstrar o quão inadequadas eram suas organizações. As obras de construção, incluindo em Berwick, junto com as reformas das milícias e inventários, foram finalizados apenas no reinado de Maria I.

### Irlanda

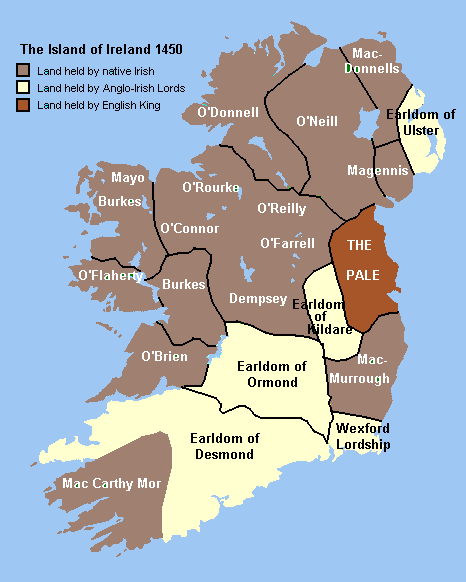
A divisão da Irlanda em 1450. Verde terras mantidas por nativos, em roxo por anglo-irlandeses e em vermelho pelo rei inglês

A Irlanda estava dividida em três zonas no início do reinado de Henrique: o Pale, onde o domínio inglês era incontestável; Leinster e Munster, as chamadas "terras obedientes" da pariatos anglo-irlandeses; e Connacht e Ulster, com o domínio inglês sendo meramente nominal. Henrique continuou até 1513 a política de seu pai de permitir que lordes irlandeses governassem em nome do rei e aceitassem acentuadas divisões entre as comunidades. Entretanto, a política fracionária irlandesa junto com a ambição de Henrique causaram problemas logo após a morte de Geraldo FitzGerald, 8.º Conde de Kildare, o governador da Irlanda. Quando Tomás Butler, 7.º Conde de Ormond também morreu, o rei reconheceu um sucessor para suas terras inglesas, galesas e escocesas, enquanto que as irlandesas ficaram sob controle de outro. O sucessor de FitzGerald, também chamado Geraldo, foi substituído como Lorde Tenente da Irlanda por Tomás Howard, 2.º Duque de Norfolk em 1520. As ambições de Howard eram altas, porém ineficientes; o domínio inglês ficou preso entre conquistar os lordes irlandeses pela diplomacia, como queriam Henrique e Wolsey, ou através de uma grande ocupação militar como proposto por Howard. Ele foi destituído no ano seguinte e Piers Butler – um dos reivindicantes ao Condado de Ormond – foi colocado em seu lugar. Butler não conseguiu controlar a aposição, incluindo a de FitzGerald. O conde foi nomeado governador chefe em 1524, continuando sua disputa com Butler, que anteriormente estava em uma calmaria. Enquanto isso, o pariato anglo-irlandês Jaime FitzGerald, 10.º Conde de Desmond, passou a apoiar Ricardo de la Pole como pretendente ao trono inglês; quando o Conde de Kildare não conseguiu tomar ações apropriadas contra o Conde de Desmond, o primeiro foi retirado de seu cargo.
A situação de Jaime foi resolvida com sua morte em 1529, seguindo um período de incerteza. Isso efetivamente terminou com a nomeação de Henrique Fitzroy, Duque de Richmond e Somerset e filho ilegítimo do rei, como lorde tenente. FitzRoy nunca havia visitado a Irlanda e sua nomeação foi uma quebra de tradição. Por um tempo pareceu que a paz seria restaurada com a volta de Geraldo FitzGerald a Irlanda para cuidar das tribos, porém o efeito foi limitado e o parlamento irlandês logo ficou ineficiente. A Irlanda começou a ser um dos focos de atenção de Cromwell, que tinha o apoio de Butler e do novo Conde de Desmond, Tomás FitzGerald. Por outro lado, Geraldo foi chamado a Londres; após alguma hesitação, ele partiu em 1534 e enfrentou as acusações de traição. Seu filho Tomás, Lorde Offaly, foi mais direto, denunciou o rei e liderou uma "cruzada católica" contra Henrique, que na época estava no meio de seus problemas conjugais. Ele assassinou o Arcebispo de Dublin e cercou a cidade. Suas forças eram formadas por uma mistura da pequena nobreza do Pale e tribos irlandesas, apesar de não conseguir o apoio de Tomás Darcy, 1.º Barão Darcy de Darcy, um simpatizante, ou Carlos V. O que era efetivamente uma guerra civil terminou com a intervenção de duas mil tropas inglesas – um exército grande para os padrões irlandeses – e a execução de Lorde Offaly e seus tios.
Apesar da revolta de Offaly ter sido seguida por um desejo de governar a Irlanda de maneira mais próxima, Henrique foi cuidadoso com o arrastado conflito entre as tribos, com uma comissão real recomendando que a única relação com as tribos fosse promessas de paz, suas terras protegidas da expansão inglesa. Quem liderava esses esforços era sir Antônio St Leger, Lorde Adjunto da Irlanda, que permaneceria no posto até muito depois da morte de Henrique. Acreditava-se que a Irlanda era uma possessão papal dada como um mero feudo ao rei inglês até a ruptura com Roma, assim em 1541 Henrique afirmou a reivindicação da Inglaterra ao Reino da Irlanda livre do senhorio papal. Essa mudança também permitiu uma política de expansão e reconciliação pacífica: os lordes irlandeses dariam suas terras ao rei antes de serem devolvidas como feudos. A iniciativa para aceitar os pedidos de Henrique era um baronato e assim o direito de sentar na Câmara dos Lordes Irlandeses, que aconteceria em paralelo com a inglesa. A lei das tribos irlandesas não combinava com tal arranjo já que o chefe não tinha os direitos requeridos; isso fez o progresso difícil e o plano foi abandonado em 1543.

## Historiografia
As complexidades e enorme escala do legado de Henrique garantiram que, nas palavras dos historiadores Thomas Betteridge e Thomas S. Freeman, "através dos séculos [desde sua morte], Henrique foi elogiado e injuriado, porém ele nunca foi ignorado". Um foco particular da historiografia moderna foi até que ponto certos eventos da vida do rei (incluindo seus casamentos, política externa e mudanças religiosas) foram o resultado de iniciativa própria e, se foram, se elas foram o resultado de oportunismo ou de um compromisso com princípios por Henrique. A interpretação tradicional desses eventos veio em 1902 pelo historiador Albert Pollard, que apresentou sua própria visão positivista do monarca, "[louvando-o] como o rei e estadista que, não importando suas falhas pessoais, levou a Inglaterra pela estrada da democracia parlamentar e do império". A interpretação de Pollard, que era amplamente comparável às publicações de lorde Eduardo Herbert, 1.º Barão Herbert de Cherbury, no século XVII e seus contemporâneos, permaneceram a principal interpretação da vida de Henrique até a publicação das teses de G. R. Elton em 1953. Essa tese manteve a interpretação positiva de Pollard do período Henriqueano como um todo, porém reinterpretou Henrique como um seguidor do que um líder. Para Elton, foi Cromwell quem realizou as mudanças no governo – o rei era astuto, porém não tinha visão para seguir um plano complexo. Em outras palavras, o rei era pouco mais que uma "monstruosidade egocêntrica" cujo reinado "deve seus sucessos e virtudes a homens melhores e maiores que ele; a maioria dos horrores e fracassos vieram mais diretamente de [Henrique]".
Apesar dos princípios da tese de Elton terem sido abandonados, proveram consistentemente um ponto de partida para trabalhos posteriores, incluindo o de seu estudante J. J. Scarisbrick. Ele em grande parte manteve a opinião de Elton sobre as habilidades de Cromwell, porém voltou a dar crédito a Henrique, que Scarisbrick considerou que no final foi quem dirigiu e moldou a política. Para o historiador, o rei era um homem formidável e cativante que "usava realeza com uma esplêndida convicção". Entretanto, o efeito de dotar Henrique com essa habilidade foi em grande parte negativo na opinião de Scarisbrick: para o historiador o período Henriqueano foi um de turbulência e destruição cujos encarregados são mais dignos de culpa que elogio. Mesmo dentre os biógrafos recentes, incluindo David Loades, David Starkey e John Guy, em última análise há pouco consenso até que ponto Henrique foi responsável pelas mudanças que supervisionou ou a correta avaliação daqueles que ele trouxe para perto.
Essa falta de claridade acerca do controle de Henrique sobre eventos contribuiu para a variação de qualidades atribuídas a ele: conservador ou radical religioso, amante da beleza ou destruidor brutal de artefatos inestimáveis, amigo e patrono ou traidor daqueles próximos de si, cavalheirismo encarnado ou chauvinista cruel. Uma abordagem tradicional, favorecida por Starkey e outros, é dividir o reinado de Henrique em dois períodos, com o primeiro sendo dominado por qualidades positivas (inclusivo politicamente, piedoso e atlético, porém intelectual) que presidiu em um tempo de calma e estabilidade, e o segundo um "tirano desmedido" que presidiu um tempo de mudanças dramáticas e as vezes caprichosas. Outros escritores tentaram fundir as personalidades extremas em um todo único; por exemplo, Lacey Baldwin Smith o considera um neurótico limítrofe egoísta dado a grandes crises de temperamento e profundas e perigosas suspeitas, com uma piedade mecânica e convencional e na melhor das hipóteses um intelecto mediano.

## Títulos, estilos e brasões
|                                                        |  |  |
| Os dois brasões de Henrique usados durante seu reinado |  |  |

Muitas mudanças foram feitas ao estilo real durante o reinado de Henrique. Ele originalmente era "Henrique Oitavo, pela Graça de Deus, Rei da Inglaterra e França e Lorde da Irlanda". Em 1521, em conformidade com uma concessão do Papa Leão X recompensado Henrique por seu Defesa dos Sete Sacramentos, o estilo real passou a ser "Henrique Oitavo, pela Graça de Deus, Rei da Inglaterra e França, Defensor da Fé e Lorde Irlanda. Após sua excomungação, o Papa Paulo III retirou o título de "Defensor da Fé", porém um decreto parlamentar declarou que ele ainda permanecia válido e seu uso permanece até hoje. O lema de Henrique era "Couer Loyal" ("coração leal") e ele o bordava em suas roupas na forma do símbolo de um coração e a palavra "loyal". Seu emblema era a Rosa de Tudor e a ponte levadiça dos Beaufort. Como rei, seu brasão era aquele usado por seus predecessores desde Henrique IV: esquartelado; I e IV azure, três flores-de-lis or (pela França); II e III goles, três leões passant guardant or em pala (pela Inglaterra).
Henrique adicionou em 1535 a "frase da supremacia" ao seu estilo real, que passou a ser "Henrique Oitavo, pela Graça de Deus, Rei da Inglaterra e França, Defensor da Fé, Lorde da Irlanda e Chefe Supremo na Terra da Igreja da Inglaterra". No ano seguinte a frase "da Igreja da Inglaterra" foi alterada para "da Igreja da Inglaterra e também da Irlanda". Henrique fez o parlamento irlandês alterar o título de "Lorde da Irlanda" para "Rei da Irlanda" com o Ato da Coroa da Irlanda de 1542, depois de ser aconselhado que muitos irlandeses consideravam o papa como o verdadeiro governante do país, com o lorde sendo meramente seu representante. A razão pela qual os irlandeses consideravam o papa como seu suserano era que a Irlanda originalmente tinha sido entregue ao rei Henrique II pelo Papa Adriano IV no século XII como território feudal sob suserania papal. O encontro do parlamento irlandês que o proclamou como rei foi o primeiro com a presença de maiorais dos gaélicos além de aristocratas anglo-irlandeses. O estilo "Henrique Oitavo, pela Graça de Deus, Rei da Inglaterra, França e Irlanda, Defensor da Fé e Chefe Supremo na Terra da Igreja da Inglaterra e também da Irlanda" permaneceu em uso até sua morte.

## Descendência
| Nome                                           | Nascimento              | Morte                   | Notas                                                                                          |
| ---------------------------------------------- | ----------------------- | ----------------------- | ---------------------------------------------------------------------------------------------- |
| Com Catarina de Aragão                         |                         |                         |                                                                                                |
| Filha sem nome                                 | 31 de janeiro de 1510   | 31 de janeiro de 1510   | Natimorta                                                                                      |
| Henrique, Duque da Cornualha                   | 1 de janeiro de 1511    | 22 de fevereiro de 1511 | Morreu com quase dois meses                                                                    |
| Filho sem nome                                 | 17 de setembro de 1513  | 17 de setembro de 1513  | Morreu poucas horas após o nascimento                                                          |
| Filho sem nome                                 | 8 de janeiro de 1515    | 8 de janeiro de 1515    | Natimorto                                                                                      |
| Maria I de Inglaterra                          | 18 de fevereiro de 1516 | 17 de novembro de 1558  | Casou-se com Filipe II de Espanha, sem descendência                                            |
| Filha sem nome                                 | 10 de novembro de 1518  | 10 de novembro de 1518  | Nasceu no 8º mês de gravidez, viveu apenas algumas horas                                       |
| Com Ana Bolena                                 |                         |                         |                                                                                                |
| Isabel I de Inglaterra                         | 7 de setembro de 1533   | 24 de março de 1603     | Nunca se casou ou teve filhos                                                                  |
| Filho sem nome                                 | agosto/setembro de 1534 | agosto/setembro de 1534 | Aborto no primeiro mês                                                                         |
| Filho sem nome                                 | 29 de janeiro de 1536   | 29 de janeiro de 1536   | Aborto no quarto mês de gravidez, acredita-se de um menino                                     |
| Com Joana Seymour                              |                         |                         |                                                                                                |
| Eduardo VI de Inglaterra                       | 12 de outubro de 1537   | 6 de julho de 1553      | Nunca se casou ou teve filhos                                                                  |
| Com Isabel Blount                              |                         |                         |                                                                                                |
| Henrique Fitzroy, Duque de Richmond e Somerset | 15 de junho de 1519     | 23 de julho de 1536     | Ilegítimo, reconhecido por Henrique VIII em 1525; casou-se com Maria Fitzroy, sem descendência |